# Tim Hortons

Tim Hortons Inc., відомий як Tim's, Timmie Horton's або Timmie's, — канадська багатонаціональна мережа кав'ярень і ресторанів. Tim Hortons, головний офіс якого розташований в Торонто, пропонує каву, пончики та інші фаст-фуд страви. Це найбільша в Канаді мережа ресторанів швидкого харчування з 5352 ресторанами в 15 країнах, станом на 30 червня 2022 р.
Компанія була заснована в 1964 році в Гамільтоні, Онтаріо, канадським хокеїстом Тімом Гортоном (1930—1974) і Джимом Шарадом (1934—2009), після першої спроби у гамбургерних ресторанах. У 1967 році Гортон уклав партнерську угоду з інвестором Роном Джойсом, який після смерті Гортона у 1974 році взяв на себе керівництво операціями. Джойс розширив мережу до багатомільярдного франчайзингу. Шарад покинув організацію в 1966 році, але ненадовго повернувся в 1970 році та з 1993 по 1996 роки.
26 серпня 2014 року Burger King погодився придбати Tim Hortons за 11,4 мільярдів доларів США. 15 грудня 2014 року обидві мережі стали дочірніми компаніями холдингової компанії Restaurant Brands International, що базується в Торонто, більшою частиною якої володіє бразильська інвестиційна компанія 3G Capital.

## Історія

### 1964—1989: Тім Гортон і Рон Джойс

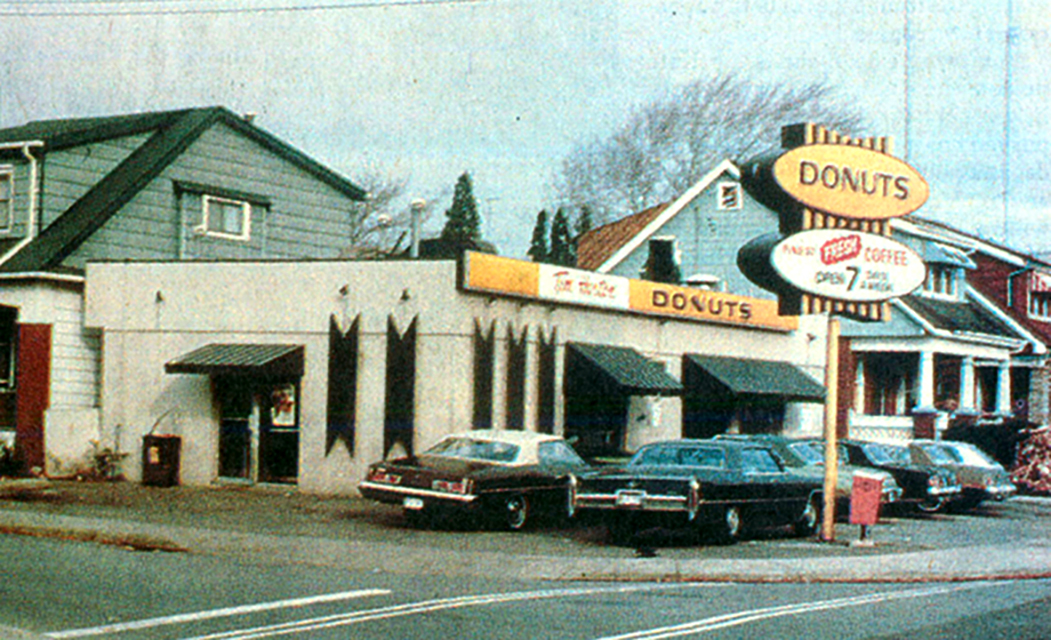
Фото першого магазину пончиків Тіма Гортонса в Гамільтоні, Онтаріо. На фото оригінальна будівля до її реконструкції у 2014 році.

Бізнес був заснований Тімом Гортоном, який грав у Національній хокейній лізі з 1949 року до своєї смерті в автокатастрофі в 1974 році. Перший ресторан Тіма Гортона розташовувався у Норт-Беї, Онтаріо, і продавав гамбургери. Перший магазин пончиків мережі відкрився 17 травня 1964 року в Гамільтоні, Онтаріо під назвою Tim Horton Donuts. Пізніше назва була скорочена до «Tim Horton's», а потім змінена на «Tim Hortons» без присвійного апострофа.
Незабаром після відкриття магазину, Гортон познайомився з Роном Джойсом, колишнім поліцейським з Гамільтону. У 1965 році Джойс взяв на себе управління новоствореним магазином Tim Horton Donut Shop за адресою 65 Ottawa St N. У 1967 році, після відкриття ще двох магазинів, Джойс і Гортон стали повноцінними партнерами. Після смерті Гортона в 1974 році, Джойс викупив акції сім'ї Гортон за 1 мільйон доларів і став єдиним власником існуючої мережі з 40 закладів, швидко та агресивно розширюючи мережу як географічно, так і у виборі продуктів. 500-й заклад відкрито у 1991 році.
Агресивне розширення бізнесу Тіма Гортона, здійснене Роном Джойсом, призвело до значних змін на ринку кав'ярень та ресторанів з пончиками в Канаді. Багато незалежних магазинів з пончиками та невеликих мереж були змушені закрити діяльність, водночас кількість магазинів з пончиками на кожну особу в Канаді перевищила показники всіх інших країн.
Партнерство Гортонів і Джойсів продовжилося завдяки шлюбу сина Джойса, Рона Джойса-молодшого, та найстаршої дочки Гортона, Джері-Лінн Гортон-Джойс, які були спільними власниками франшизи Tim Hortons у Кобургу, Онтаріо, до 2023 року, коли ця пара вийшла на пенсію після 37 років роботи.

### 1990—2002: Зміна назви та ріст

Логотип Тіма Хортонса, який використовувався в середині 1990-х

Спочатку компанія була зареєстрована як Tim Donut Limited. До 1990-х років назва компанії змінилася на The TDL Group Ltd. Це була спроба компанії диверсифікувати бізнес, зняти основний акцент з пончиків і продовжити розширення меню, орієнтуючись на розширення смакових уподобань споживачів.
У деяких старих місцях зберігаються вивіски з назвою компанії, включаючи присвійний апостроф, незважаючи на те, що офіційний стиль назви компанії був Tim Hortons без апострофа протягом щонайменше десяти років. Компанія видалила апостроф після того, як деякі витлумачили знаки з апострофом як порушення законів про мовні знаки провінції Квебек у 1993 році. Вилучення апострофа дозволило компанії мати єдиний зовнішній знак по всій Канаді.
Незважаючи на те, що в деяких закладах Квебеку є двомовні дошки з меню, рішення про представлення обох офіційних мов Канади залишається на розсуд окремих власників франшизи. У деяких закладах Квебеку є дошки з меню лише французькою мовою. Корпорація TDL Group наполегливо рекомендує всім ресторанам Квебеку розміщувати дошки з меню англійською та французькою мовами відповідно до стандартів, які встановлюються Квебекським офісом французької мови.

#### Злиття з Wendy's

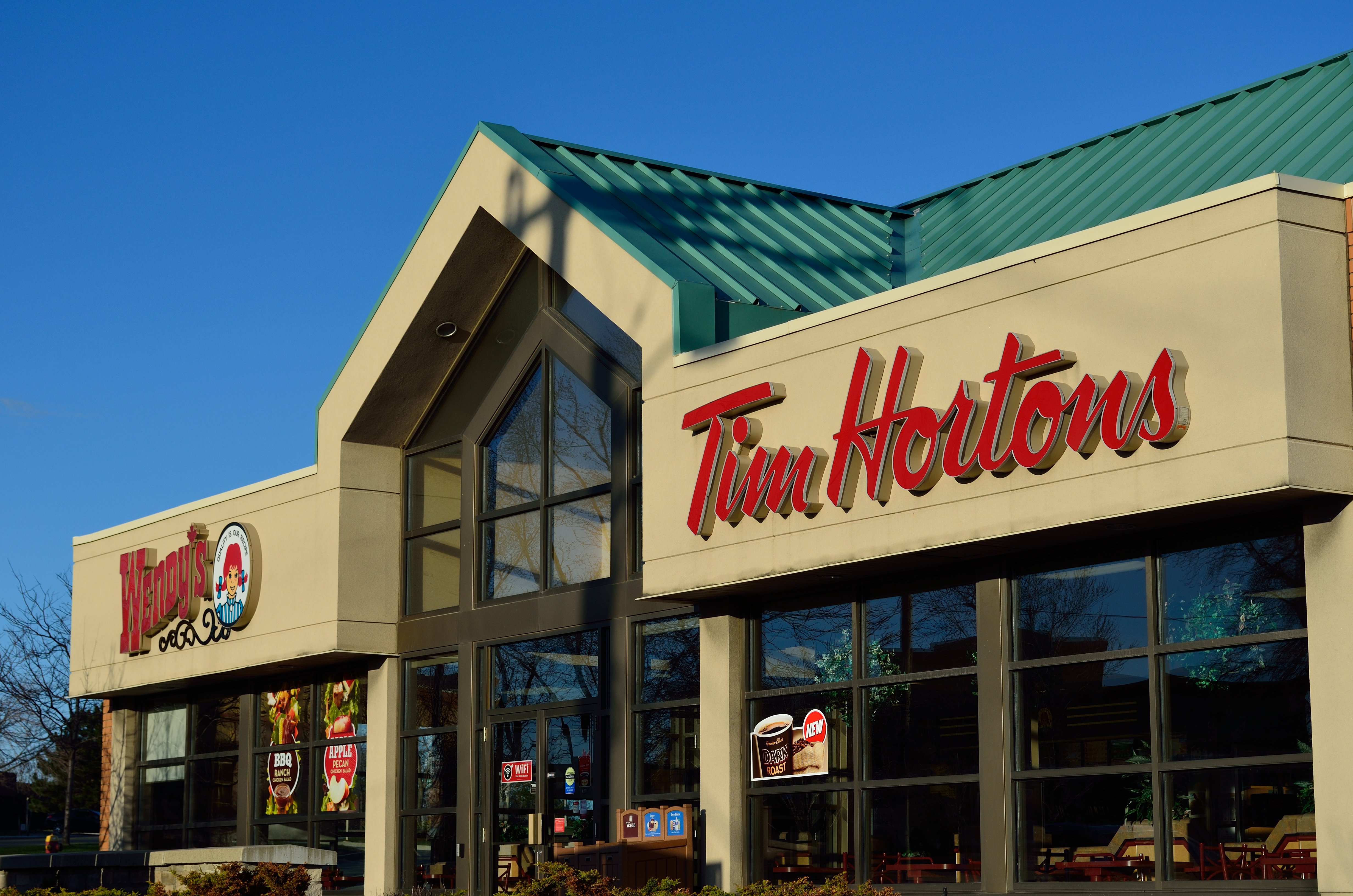
Спільний ресторан Тіма Гортонса та Венді в Маркхемі, Онтаріо

У 1992 році власник усіх ресторанів Tim Hortons і Wendy's на Острові Принца Едварда, Деніел П. Мерфі, вирішив відкрити нові франшизні точки обох брендів в одній будівлі в місті Монтегю. Мерфі запросив Джойса та голову Wendy's Дейва Томаса на урочисте відкриття «комбінованого закладу», де двоє виконавчих директорів зустрілися вперше. Успіх Мерфі в поєднанні кави та пончиків з швидким харчуванням Wendy's призвів до придбання і злиття TDL Group з Wendy's International, Inc., американською компанією, 8 серпня 1995 року, що тривало до 2009 року.
Продаж був широко обговорюваним у ЗМІ. У 1995 році газета «Toronto Star» опублікувала колонку, в якій розмірковувалося про те, що Tim Hortons «продається» Wendy's з «відтінком видовищного переходу ще одної великої канадської ікони… під вплив американського бургерного жиру».

### 2002—2006: відновлення незалежності
Франшизи Tim Hortons швидко поширювалися і врешті випередили McDonald's як найбільший канадський оператор громадського харчування. До 2005 року компанія відкрила вдвічі більше канадських торгових точок, ніж McDonald's, а загальний обсяг продажів також перевищив продажі McDonald's в Канаді станом на 2002 рік. У 2005 році на мережу припадало 22,6 % усіх доходів індустрії швидкого харчування в Канаді.
Під тиском від основних інвесторів Пітера Мея та Нельсона Пельца наприкінці 2005 року Wendy's оголосила про намір продати від 15 % до 18 % операцій Tim Hortons у рамках первинного публічного розміщення, яке було завершено 24 березня 2006 року, і в подальшому повідомили, що до кінця 2006 року вони розділять решту акцій серед акціонерів. Wendy's відзначили посилення конкуренції між двома мережами та зростання самодостатності Tim Hortons як причини свого рішення, але на компанію чинили тиск акціонери, щоб зробити такий крок через силу та прибутковість бренду Tim Hortons.
Акції компанії почали торгуватися 24 березня 2006 року з початковим публічним розміщенням акцій по ціні 27 канадських доларів за акцію, зібравши понад 700 млн доларів у перший день торгів. 24 вересня Wendy's розподілила залишок своїх акцій у Tim Hortons серед своїх акціонерів, передавши їм 82 %. Того ж дня Tim Hortons було додано до основного показника канадського фондового ринку S&amp;P/TSX Composite Index, а також до S&amp;P/TSX 60.
На березень 2006 року Tim Hortons контролював 76 % канадського ринку випічки (виходячи з кількості обслуговуваних клієнтів) і займав 62 % канадського ринку кави (порівняно зі Starbucks, що займає другу позицію, з 7 %).

### 2007—2013: Повернення
29 червня 2009 року компанія Tim Hortons Inc. оголосила, що, за умови схвалення акціонерами, операції мережі будуть переорганізовані під нову публічну компанію, також названу «Tim Hortons Incorporated», зареєстровану відповідно до Закону про бізнес-корпорації Канади. Зміна проводилась переважно з податкових причин. 28 вересня 2009 року Tim Hortons Inc. оголосила про завершення реорганізації своєї корпоративної структури з метою перетворення на канадську публічну компанію.

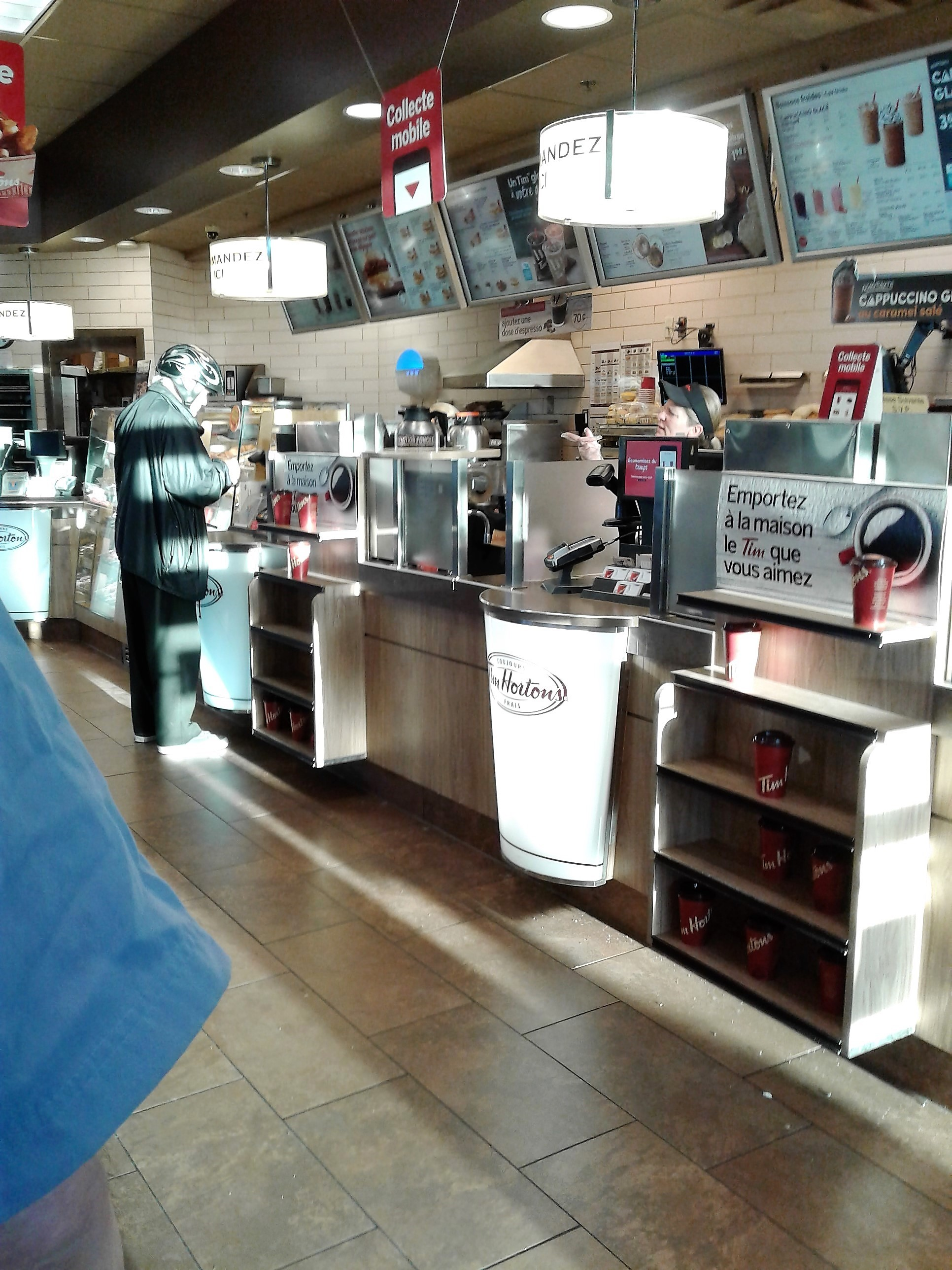
Касири в Tim Hortons. У листопаді 2010 року компанія поширила систему дебетових платежів Interac у більшості своїх закладів.

У листопаді 2010 року Tim Hortons поширив прийом дебетової платіжної системи Interac на більшість своїх магазинів. Компанія раніше почала приймати платежі Interac у своїх закладах на заході Канади у 2003 році, а пізніше, у 2007 році, впровадила можливість оплати за допомогою карток MasterCard та MasterCard PayPass у більшості своїх закладів. Компанія часто зазначала, що затримка у впровадженні ширшого прийому електронних платежів пов'язана з бажанням «забезпечити швидкість обслуговування». У 2012 році Tim Hortons почав приймати карти Visa, а в 2013 році — карти American Express.
Наприкінці 2013 року у Tim Hortons було «4 350 кав'ярень по всьому світу, з яких 3 500 знаходилися в Канаді, 817 — у США і 33 — в країнах Перської затоки. Компанія, зареєстрована на фондовій біржі Торонто, зафіксувала дохід у розмірі 794 мільйонів доларів та чистий прибуток у розмірі 111 мільйонів доларів у третьому кварталі».

### 2014: Злиття з Burger King
24 серпня 2014 року американська мережа фаст-фудів Burger King оголосила, що веде переговори про злиття з Tim Hortons Inc. Запропоноване злиття вартістю 18 мільярдів доларів передбачало фінансову реструктуризацію з перенесенням штаб-квартири в Канаду, створення нової холдингової компанії, мажоритарним капіталом якої стане нова холдингова компанія 3G Capital, а решта акцій компанії належатиме нинішнім акціонерам Burger King і Tim Hortons. Представник Tim Hortons заявив, що запропоноване злиття дозволить Tim Hortons використовувати ресурси Burger King для міжнародного зростання, і після злиття обидві мережі будуть зберігати окремі операції. Новина про пропозицію спричинила зростання акцій Tim Hortons на 28 відсотків.
25 серпня 2014 року Burger King офіційно підтвердив свій намір придбати Tim Hortons Inc. в рамках угоди на загальну суму 11,4 млрд доларів США. 3G Capital запропонувала придбати компанію за 65,50 доларів за акцію, а існуючі акціонери отримають 65,50 доларів готівкою та 0,8025 акцій нової холдингової компанії. Також були доступні варіанти оплати повністю готівкою ($88,50 за акцію) або повністю акціями (3,0879 акції за акцію). Згідно з угодою, 3G Capital (яка володіла 71 % акцій Burger King) отримає 51 % акцій нової компанії, акціонери Tim Hortons — 22 %, а акціонери Burger King — 27 %. Штаб-квартира нової компанії знаходилася б у місті Оквілл, а акції компанії були б зареєстровані на Торонтській фондовій біржі і Нью-йоркській фондовій біржі. Згідно з угодою, генеральний директор Burger King Даніель Шварц став генеральним директором компанії, а генеральний директор Tim Hortons Марк Кейра став заступником голови і директором. Burger King продовжував працювати зі своєї штаб-квартири в Маямі. Було оголошено, що угода створить третю за величиною компанію ресторанів швидкого харчування у світі. 28 жовтня 2014 року угода була схвалена Бюро з питань конкуренції Канади, але її ще мало схвалити Міністерство промисловості Канади. Бюро постановило, що угода «навряд чи призведе до суттєвого зниження або запобігання конкуренції».
Колишній генеральний виконавчий директор Марк Каїра запевнив про недоторканість бренду Tim Hortons після придбання, заявивши, що придбання «дозволить нам швидше та ефективніше розширювати популярний канадський бренд Tim Hortons на нові ринки». 30 жовтня 2014 року різні ЗМІ опублікували результати дослідження Канадського центру політичних альтернатив, яке вказувало на те, що запропоноване придбання Burger King компанії Tim Hortons «могло мати переважно негативні наслідки для канадців». У цьому дослідженні аналізувалася приватна компанія-власник Burger King, 3G Capital, а також минулі придбання компаній, таких як Burger King, Heinz і Anheuser-Busch, і заявлялося, що вона має «30-річну історію агресивного скорочення витрат, що може негативно вплинути на співробітників Tim Hortons, малі бізнеси, канадських платникsів податків та споживачів».
Угода була схвалена міністром промисловості Джеймсом Муром (від правлячої Консервативної партії Канади) 4 грудня 2014 року: дві компанії погодилися на умови Мура, які передбачали, що мережі Burger King і Tim Hortons зберігатимуть окремі операції і не об'єднуватимуться в одних приміщеннях, зберігатимуть «значні рівні зайнятості» в головному офісі в Оквіллі і забезпечать, щоб канадці становили принаймні 50 % складу ради директорів Tim Hortons. Акціонери Tim Hortons схвалили злиття 9 грудня 2014 року; обидві мережі об'єдналися під новою материнською компанією Restaurant Brands International (RBI), яка розпочала торгуватися 15 грудня 2014 року. Згідно з CBC News, «незрозуміло, як уряд буде забпезпечувати виконання умов [Мура]».

### 2015–дотепер

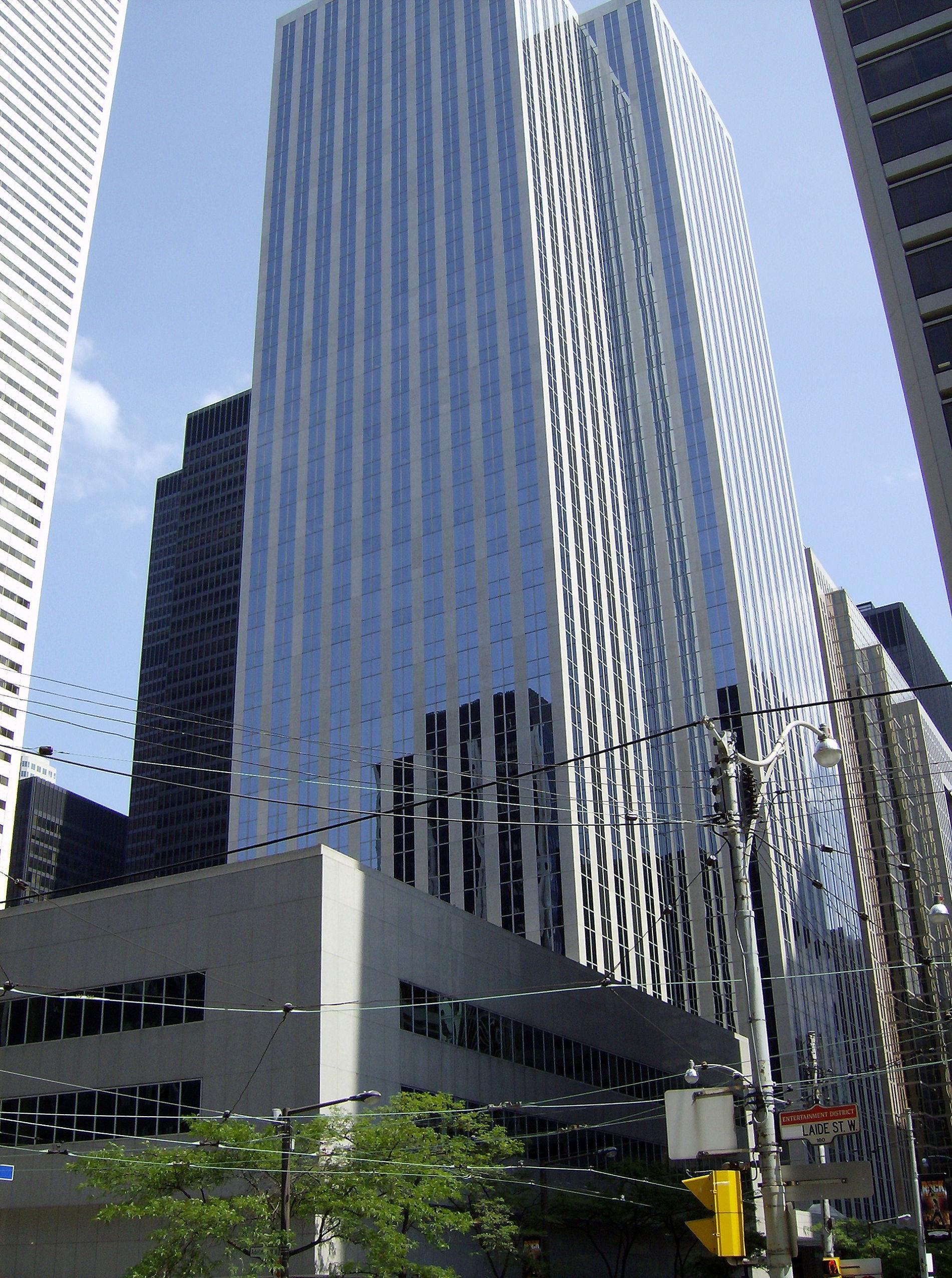
В Exchange Tower з 2018 року розташована штаб-квартира Tim Hortons та їх материнської компанії RBI.

У травні 2015 року компанія оголосила про закриття свого головного офісу в США у місті Дублін, штат Огайо; у березні 2015 року там працювало 127 співробітників. У серпні 2016 року Tim Hortons знову змінили президента. У вересні 2016 року Tim Hortons оголосила про розширення на ринок Великої Британії, де планується відкриття невизначеної кількості закладів.
У 2015 році дохід компанії RBI склав 4,0522 мільярда доларів, а в 2016 році він зріс до 4,15 мільярда доларів. Кількість закладів Tim Hortons у США станом на кінець 2016 року становила 683, а загальний річний дохід склав 3,00 мільярда доларів США.
У квітні 2018 року Tim Hortons оголосив, що вони перенесуть головний офіс разом з 400 співробітниками в Exchange Tower у центрі Торонто.
У травні 2018 року Інститут репутації повідомив, що Tim Hortons опустився з 13-го на 67-е місце в своєму дослідженні найавторитетніших компаній Канади, що було охарактеризоване як «один із найбільших спадів серед 250 компаній, які були проаналізовані цього року», і що бренд "все ще вважається таким, що має «сильну репутацію».
Починаючи з жовтня 2018 року, Tim Hortons почав встановлювати кіоски самообслуговування в деяких місцях Онтаріо. У лютому 2019 року Tim Hortons почав розповсюджувати встановлення кіосків самообслуговування по всій Канаді.
У червні 2022 року Tim Hortons був розслідуваний провінційними та федеральними органами влади та контролю за незаконний збір великої кількості інформації про місцезнаходження канадських користувачів через додаток Tim Hortons. Він відстежував і записував переміщення користувачів, навіть коли додаток не використовувався, що є порушенням канадських законів про конфіденційність.

## Розташування
Станом на 31 грудня 2018 року Tim Hortons мав 4846 ресторанів у 14 країнах, у тому числі 3802 у Канаді, 807 у Сполучених Штатах, 60 у Мексиці, 29 на Близькому Сході та 25 у Великобританії. Станом на 20 червня 2022 року Tim Hortons має 5352 ресторани.

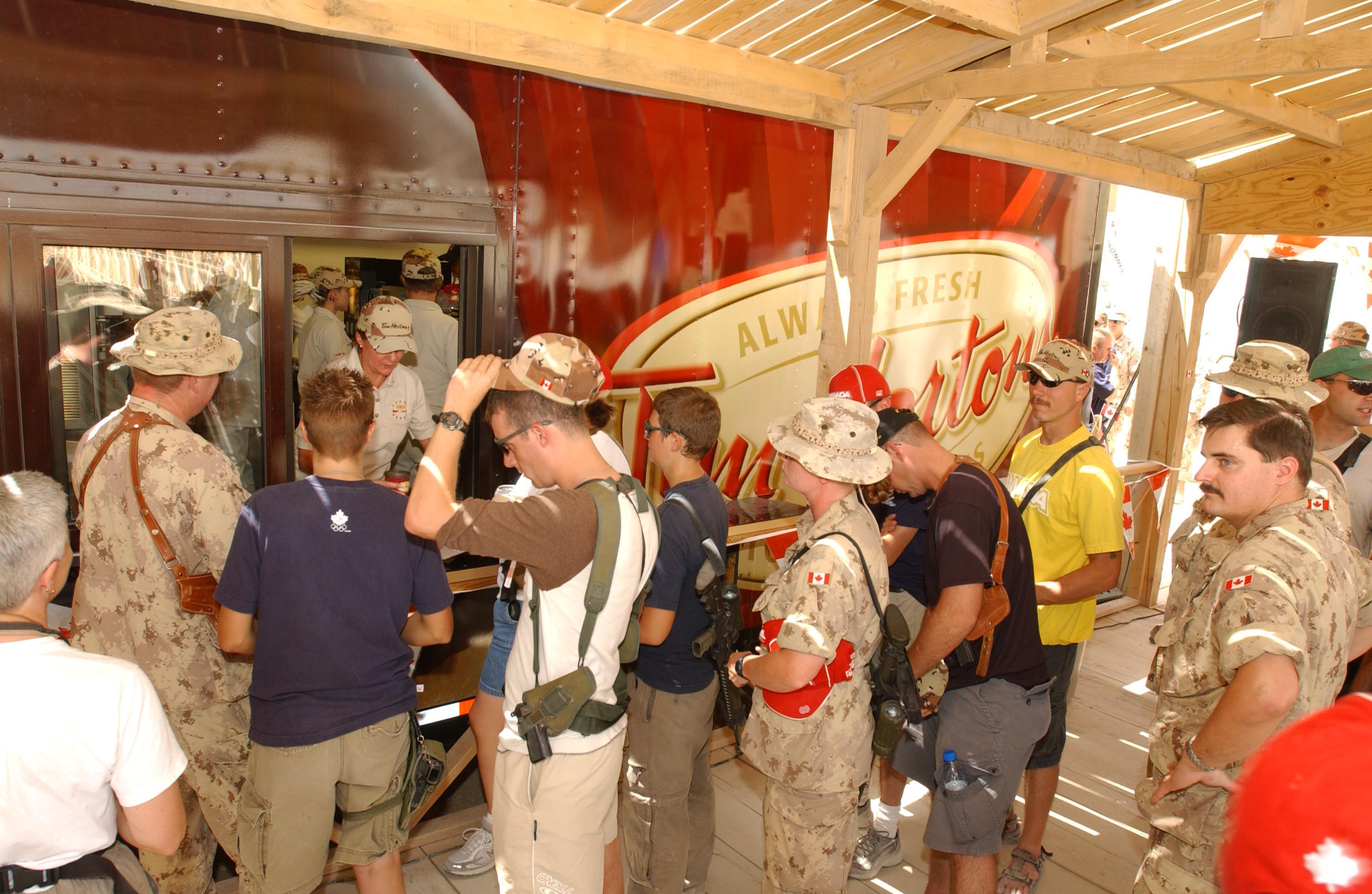
Тім Хортонс у Кандагарі, 2007 рік

Tim Hortons працював на декількох військових базах, у тому числі в Кандагарі в Афганістані,, хоча цей заклад був головним чином призначений для військовослужбовців Канадських Збройних Сил та союзницького військового персоналу. Три інші заклади розташовані на військових базах на Абердинському полігоні, штат Меріленд, у Форт-Ноксі, штат Кентуккі, і на військово-морській базі Норфолк, штат Вірджинія. Остання локація знаходиться в таборі Адзай в Латвії.

### Північна Америка
Tim Hortons спочатку був зосереджений в Онтаріо та на Атлантичному узбережжі Канади. Проте мережа розширила свою присутність на територію Квебеку та західної Канади. Заклад в Алерті, Нунавут, є найпівнічнішим рестораном станом на 2023 рік.

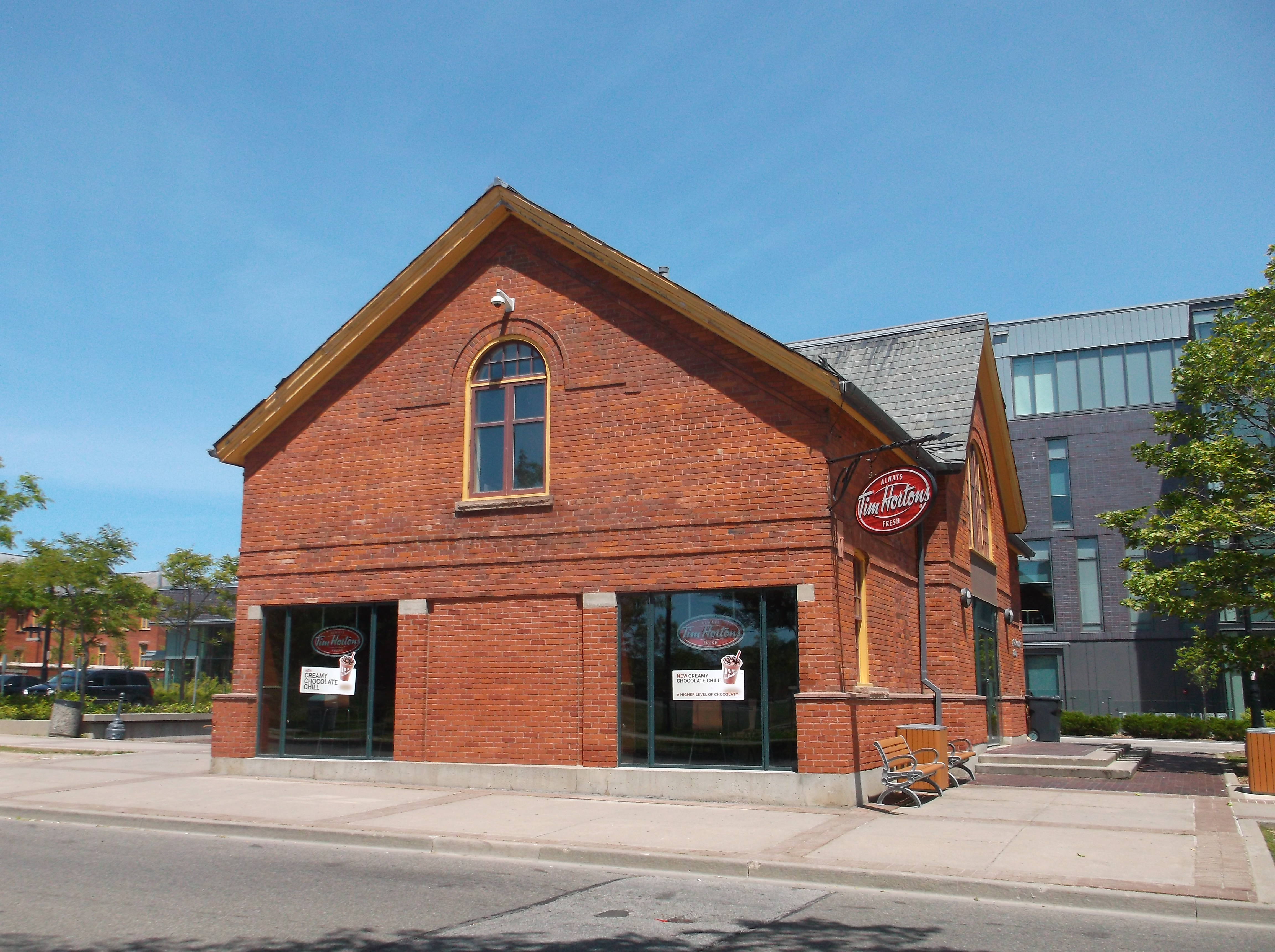
Tim Hortons в Хамберському коледжі, Торонто. Компанія має заклади в кількох вищих навчальних закладах у Канаді та США.

TDL Group зафіксувала 1,48 мільярдів доларів продажів у 2005 році. Tim Hortons також володіє закладами в канадських і американських університетських містечках, зокрема в Університеті Брок, Даремському коледжі, Джорджіанському коледжі, Алгонквінському коледжі, Канісіусському коледжі, Йоркському університеті, Столичному університеті Торонто, Університеті в Буффало, SUNY Plattsburgh, Університеті Британської Колумбії, Меморіальному університеті Ньюфаундленду та Університеті Саймона Фрейзера.
У березні 2010 року Tim Hortons оголосив про подальше розширення з обох боків канадсько-американського кордону до 2013 року. План передбачав відкриття 600 нових закладів у Канаді (переважно у Квебеку та Західній Канаді, а також в менши громадах) і 300 нових закладів у США (переважно на наявних ринках Мічигану, Нью-Йорка та Огайо). Також план передбачав розширення до таких нестандартних місць розташування, як лікарні, університети і аеропорти, а також продовження спільної ініціативи з американською мережею морозива Cold Stone Creamery, яка розпочалася у 2009 році, на 60 канадських закладів і 25-35 нових та існуючих закладів у США. План також включав тестування нової концепції кафе / пекарні в принаймні 10 наявних кав'ярнях у США, включаючи «покращене оздоблення, обладнання та зони для сидіння», а також розширення асортименту страв у меню.
У 2010 році Tim Hortons відкрив на той час найпівнічніші заклади: три кіоски в магазинах NorthMart в Ікалуїті, Нунавут. Це розширило присутність Tim Hortons в усіх провінціях та територіях Канади. За словами Ніка Джавора, старшого віце-президента з корпоративних питань Tim Hortons, «Можна сказати, що це вже пора. Якщо ми можемо бути в Кандагарі, чому б не бути в Ікалуїті?»
У грудні 2011 року Tim Hortons відкрив свій 4000-й ресторан. У 2012 році загальний дохід Tim Hortons Inc. склав 3,12 мільярда канадських доларів. Станом на 2012 рік компанія розширилася по всій Канаді.

#### США
Спочатку заклади в США відкривалися в результаті природного розширення в прикордонних районах Канади та США (наприклад, магазини в Мені та районі Баффало, Нью-Йорк, де Гортон грав з 1972 по 1974 роки як учасник «Баффало Сейбрс»). Перші заклади в США були відкриті в Дірфілд-Біч, Флорида, і Помпано-Біч, Флорида, у 1981 році, але вони виявилися неуспішними і були закриті.

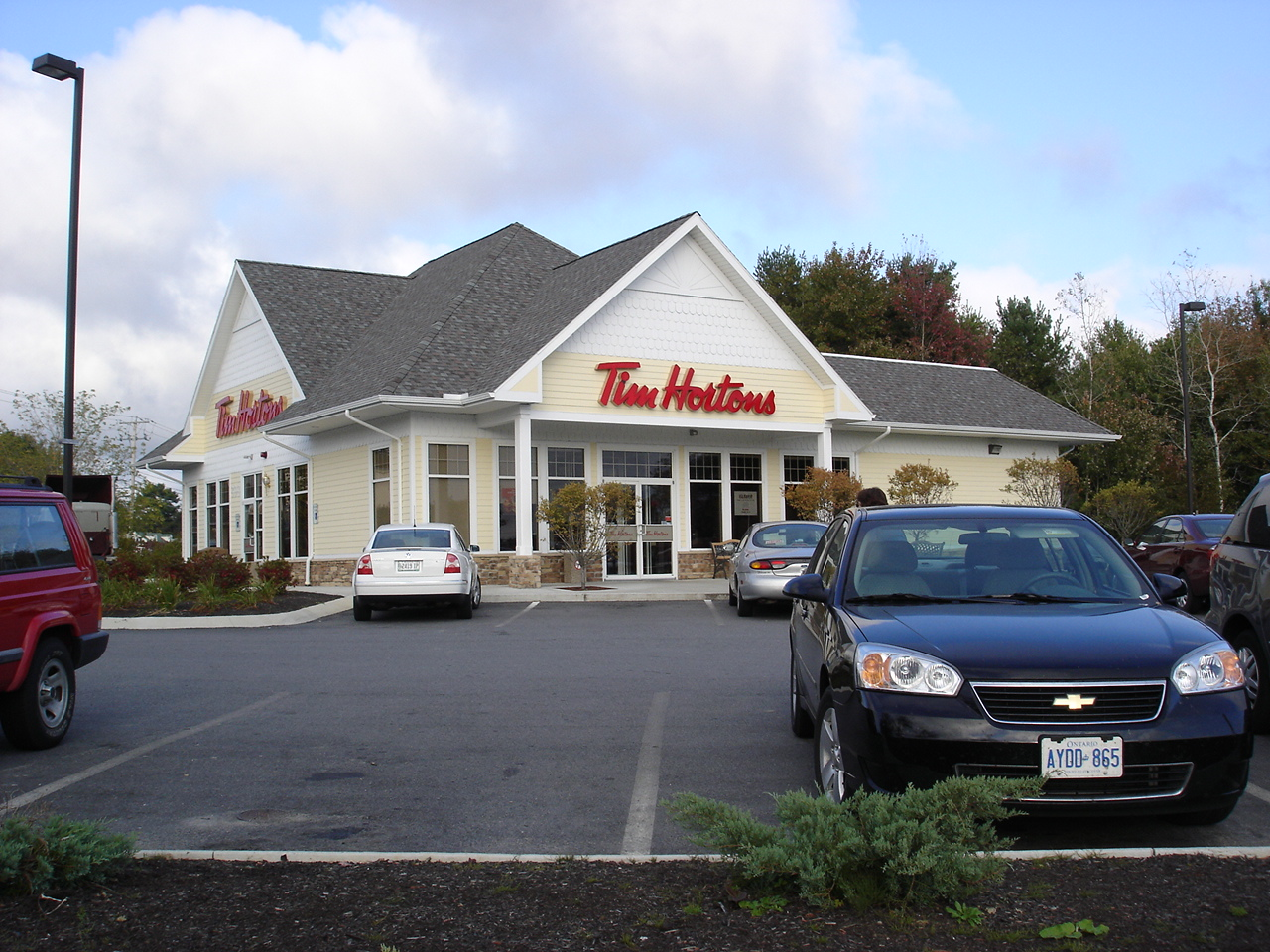
Tim Hortons у Мені. Експансія компанії в США почалася в прикордонних штатах США.

У 1985 році мережа повернулася до США з розташуванням на бульварі Ніагарський водоспад у передмісті Баффало Тонаванда, Нью-Йорк. Проте, починаючи з середини 1990-х років, мережа почала розширюватися в США, придбавши колишні локації мереж швидкого харчування. У 1996 та 1997 роках компанія Wendy's International Inc. придбала тридцять сім колишніх закладів Rax Restaurants в штатах Огайо, Кентуккі та Західній Вірджинії; 30 з них були перетворені на кав'ярні Tim Hortons, а інші стали франшизними закладами Wendy's. Також було придбано тридцять п'ять закритих ресторанів Hardee's у Детройті з наміром їх конвертувати. До 2004 року мережа також придбала 42 ресторани кави та пончиків Bess Eaton, розташовані на півдні Нової Англії. У США було відкрито кілька комбінованих підрозділів Wendy's/Tim Hortons; як на «традиційних» ринках Мен і Баффало, де станом на 2011 рік існувало понад 180 закладів, так і на ринках, на які вийшли через придбання.
У жовтні 2008 року Tim Hortons оголосив про план додати 82 заклади у Tops Markets у Сполучених Штатах.
13 липня 2009 року Tim Hortons відкрив заклади в Нью-Йорку в колишніх місцях Dunkin' Donuts, якими керувала організація Riese. Один із закладів розташований у Медісон Сквер Гарден, де Гортон грав у складі «Нью-Йорк Рейнджерс» з 1969 по 1971 рік. У листопаді 2010 року Tim Hortons оголосив про закриття 36 магазинів на північному сході Сполучених Штатів через високу конкуренцію з компаніями Dunkin' Donuts і Au Bon Pain, розташованими в Новій Англії. Заклади, які заробляли менше ніж половину середнього обсягу продажу компанії на один заклад, були зосереджені в районах навколо Провіденса, Род-Айленд, і Хартфорда, Коннектикут, у першому з яких також зосереджені магазини конкуруючої мережі Honey Dew Donuts., з приблизно 150 торговими точками в Род-Айленді та південно-східному Массачусетсі. У заяві компанія зазначила, що сконцентрує свої зусилля на основних ринках, таких як західна Канада. У тій же заяві компанія оголосила про продаж своєї частини дистриб'юторської компанії Maidstone Bakeries європейським партнерам Tim Hortons. Виручку у розмірі 400 мільйонів канадських доларів від продажу використають для зворотного викупу акцій.

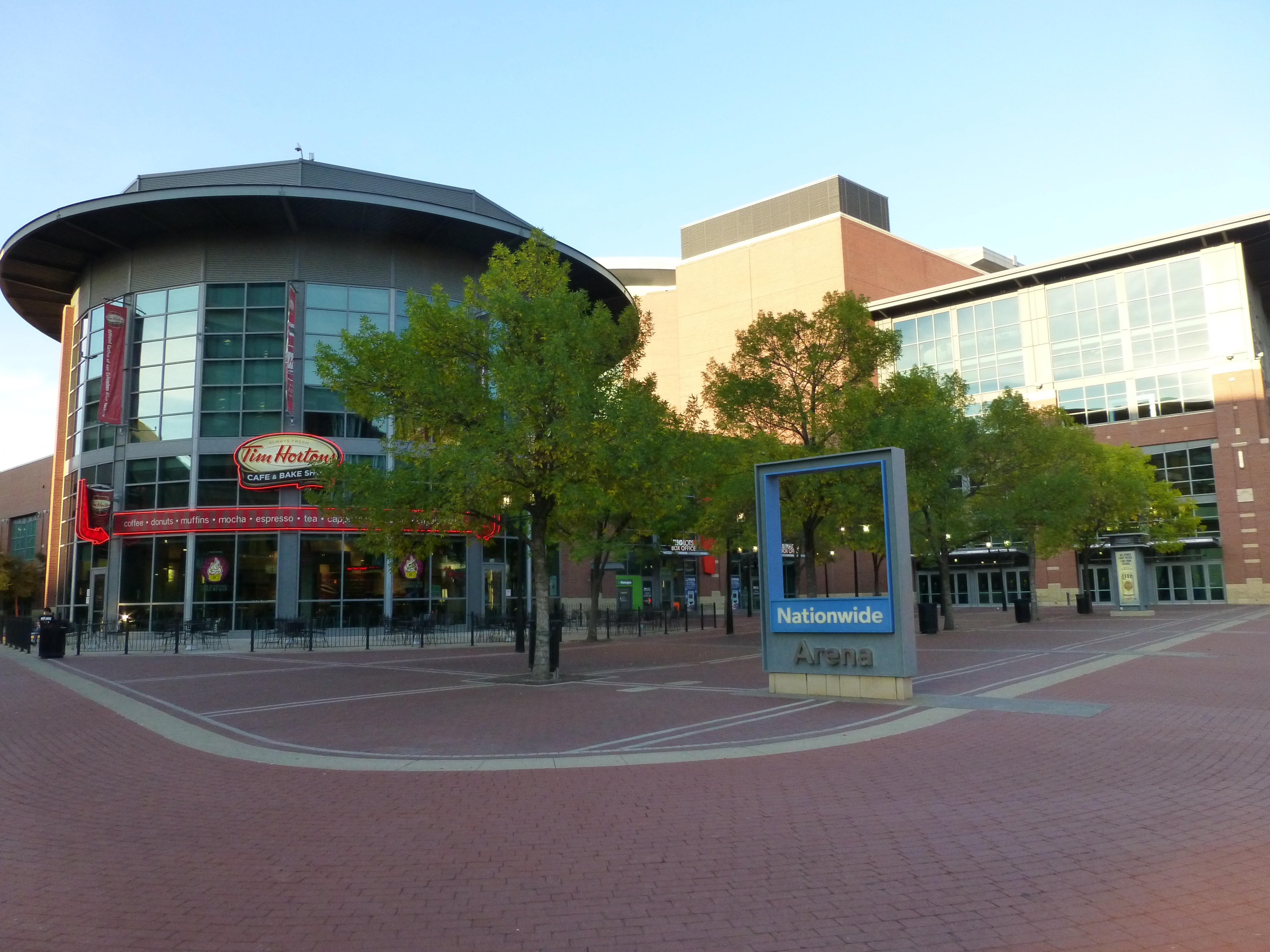
Заклад Tim Hortons в Nationwide Arena, в Колумбусі, штат Огайо. Компанія відкрила кілька закладів на багатофункціональних аренах.

У 2010 році Tim Hortons відкрив два кіоски в Consol Energy Center (тепер відомий як PPG Paints Arena) у Піттсбурзі. Це було частково тестуванням перед подальшим розширенням в Піттсбурзі (найближчі заклади знаходилися в області Вілінгу, Західна Вірджинія/Стюбенвіль, Огайо). Крім того, зірка «Піттсбург Пінгвінз» Сідні Кросбі, довгий час був спонсором компанії. Крім того, на початку своєї кар'єри Гортон виступав за філію Американської хокейної ліги Мейпл Ліфс, Піттсбург Хорнетс, а також один сезон у 1971–72 роках за Пінгвінз. Компанія Aramark, яка керувала кіосками, закрила їх у 2012 році, однак у липні 2012 року Tim Hortons почав відкривати заклади з повним набором послуг у Піттсбурзі та околицях. На момент входу в Піттсбург, з чотирьох міст НХЛ, у яких грав Гортон (Баффало, Нью-Йорк, Торонто та Піттсбург), Піттсбург був єдиним містом, де не було закладів Tim Hortons, а саме там він познайомився зі своєю майбутньою дружиною, Лорі.
У 2011 році Tim Hortons активно розширювався у регіоні Гранд-Рапідс, Мічиган.
У 2012 році Tim Hortons розпочав рекламну кампанію в районі Янгстаун, штат Огайо, в очікуванні майбутнього розширення в долині Махонінг. Найближчий заклад на той час знаходився в Калкатті, штат Огайо, приблизно за 80 км на південь від Янгстауна. Мережа вийшла на ринок у липні 2012 року з відкриттям закладу в Гермітеджі, штат Пенсільванія. Цей заклад вже закритий, але Tim Hortons повернувся на ринок навесні 2019 року з відкриттям двох закладів, одного в Янгстауні і одного в Джіраді, штат Огайо, хоча обидва вони раптово закрилися протягом кількох тижнів до кінця року.

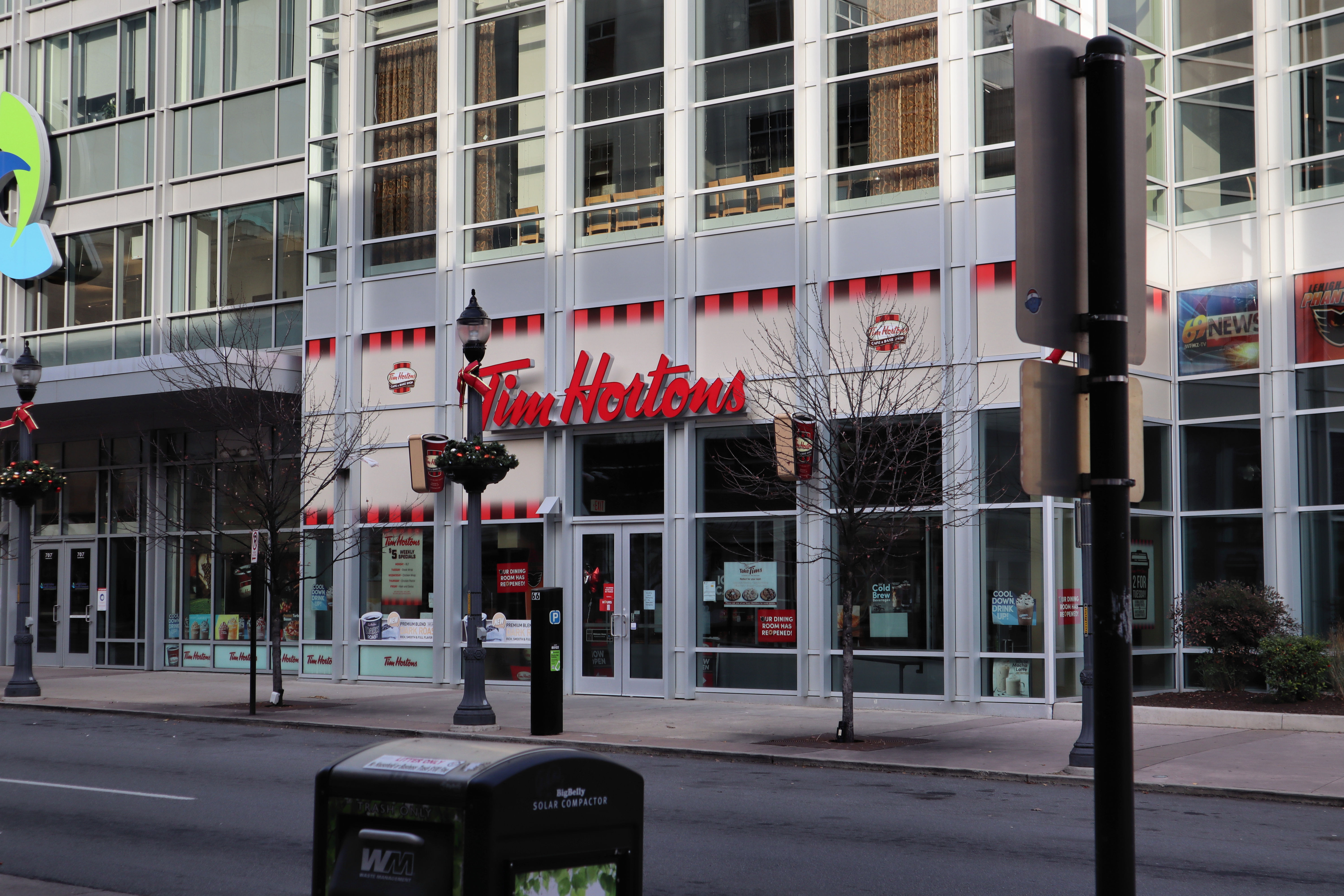
Tim Hortons в Аллентауні, штат Пенсільванія, 2021 рік

Станом на 2012 рік компанія розширилася на такі штати США, як Коннектикут, Індіана, Кентуккі, Мен, Массачусетс, Мічиган, Нью-Йорк, Огайо, Пенсільванія, Род-Айленд і Західна Вірджинія.
7 січня 2014 року Tim Hortons відкрив кіоск на арені Джіла Рівер (де грають «Аризона Койотс» з НХЛ) у Глендейлі, штат Аризона. 5 березня 2014 року «Аризона Койотс» оголосили, що з 10 березня 2014 року кіоск Tim Hortons буде відкритий для публіки з 9:00 до 15:00, сім днів на тиждень. Це перший заклад Tim Hortons в Аризоні. 29 жовтня 2014 року в районі Баффало навпроти Ейч-Ес-Бі-Сі-арени (тоді First Niagara Center) у комплексі LECOM Harbour centre відкрився головний заклад Tim Hortons.
У 2016 році Tim Hortons розширився до Міннесоти, відкривши заклад у торговому центрі Mall of America. Однак цей заклад зараз закритий. У 2017 році мережа оголосила про розширення до північно-східного штату Огайо зі 105 закладами в більшій частині Клівленда. Перший з них відкрився в районі Еллет у місті Акрон у липні 2019 року.
У 2020 році Tim Hortons уклав партнерську угоду з компанією Bolla Market з метою відкриття «15-20 закладів протягом наступних 12-18 місяців» на Лонг-Айленді. Ці заклади розташовані всередині АЗС.
У 2022 році Tim Hortonsc оголосив про заплановану експансію в Джорджію та Техас. Протягом наступних п'яти років компанія планує відкрити понад 20 нових закладів в районах Атланти та Колумбуса, штат Джорджія, а також у більшій частині Х'юстона, штат Техас.

### Азія

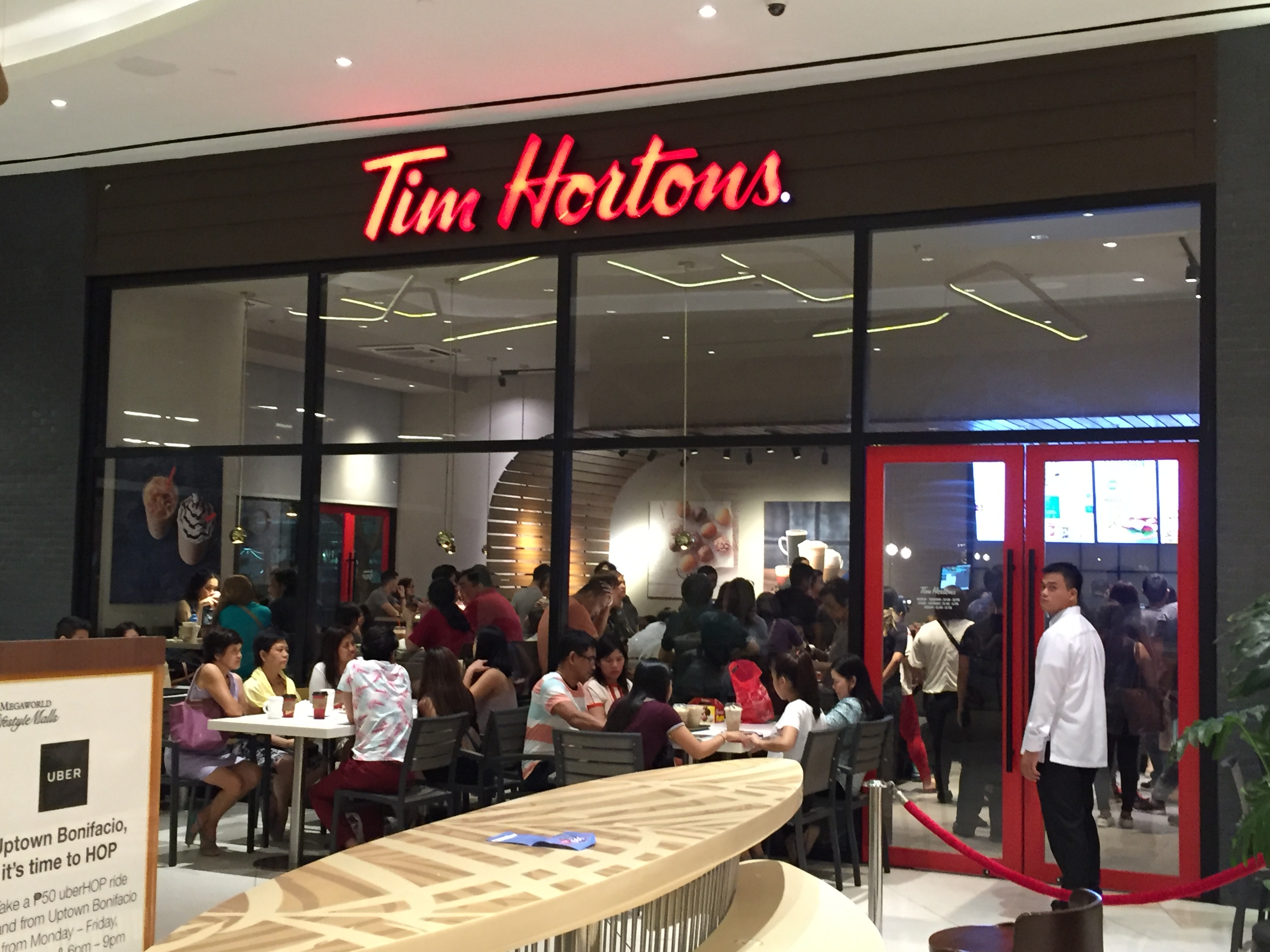
Tim Hortons відкрив своє перше відділення на Філіппінах у Uptown Mall у 2017 році.

За звітами, Tim Hortons планував увійти на великий ринок Індії до 2013 року, але компанія це заперечувала. Прагнучи розширити компанію після її злиття з Burger King у Restaurant Brands International у 2014 році, Tim Hortons почав експансію в Азії у 2017 році, посилаючись на зростаючий попит на каву та велику кількість населення. Перший філіппінський заклад відкрився 28 лютого 2017 року в Тагігу, в Uptown Mall в Bonifacio Global City. На церемонії перерізання стрічки була присутня Сієра Берчелл, Міс Всесвіт Канада 2016. За даними на травень 2022 року, в Філіппінах працює 39 закладів Tim Hortons.
Через франчайзингове партнерство з Dubai-based Apparel Group, Tim Hortons увійшов на ринок Об'єднаних Арабських Еміратів у 2011 році з відкриттям закладів в Абу-Дабі, Дубаї та Фуджейрі. Перший заклад був відкритий у вересні 2011 року. За даними на грудень 2013 року, у Об'єднаних Арабських Еміратах було 19 закладів Tim Hortons, по два в Омані та Саудівській Аравії. Компанія планує відкрити до 120 закладів протягом наступних п'яти років у регіоні Перської затоки з акцентом на Катар, Бахрейн, Кувейт, Оман та Об'єднані Арабські Емірати. В Кувейті Tim Hortons має заклади у The Gate Mall в Егайлі, у Promenade Mall в Хаваллі та в The Avenues Mall у Аль Раї.

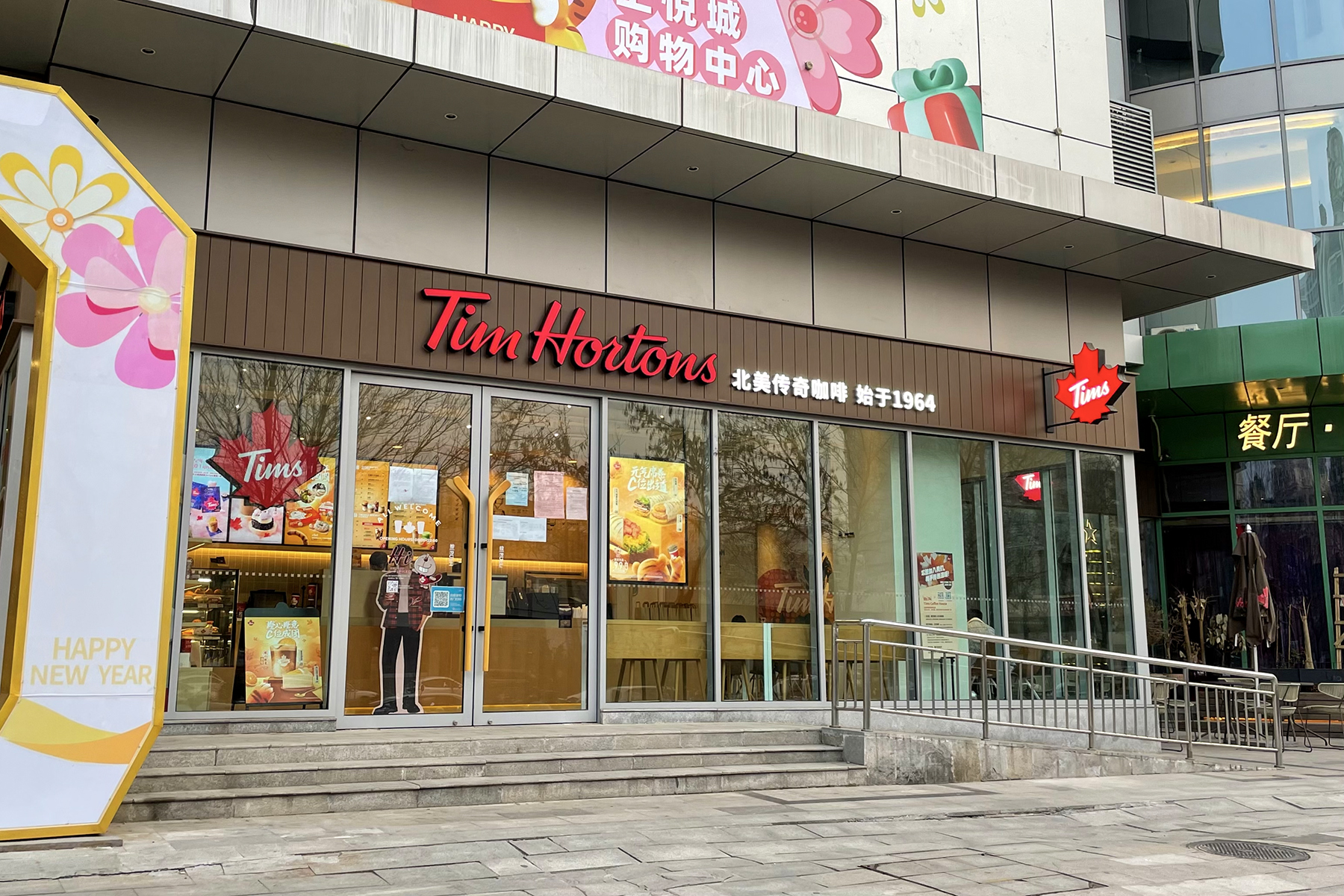
Магазин Tim Hortons в Чженчжоу, Китай, 2022 рік

У липні 2018 року Tim Hortons оголосив, що відкриє 1500 закладів у Китаї. Перший заклад Tim Hortons відкрився 26 лютого 2019 року в районі Хуанпу, Шанхай.
Перший Tim Hortons у Таїланді відкрився 18 січня 2020 року в торговому центрі Samyan Mitrtown у Бангкоку через франчайзингове партнерство з WeEat Co., що базується в Таїланді. Станом на січень 2021 року в країні працювало 10 закладів.
Вони відкрили перші 2 заклади в Індії 11 серпня 2022 року. Один у Нью-Делі, інший у Ґурґаоні, а потім ще один магазин у Нью-Делі 31 серпня 2022 року.
11 лютого 2023 року Tim Hortons відкрив три заклади в DHA, Лахорі і Гулберзі, Лахор, а також оголосив про відкриття інших закладів в інших великих містах Пакистану. 
У 2023 році японський конгломерат Marubeni Corporation оголосив, що вони планують відкрити Tim Hortons в Сінгапурі, Малайзії та Індонезії в 2024 році. 

### Європа

#### Великобританія та Ірландія
Продукція Tim Hortons доступна в Ірландії та Великобританії в деяких магазинах Spar з 2006 року та в супермаркетах Tesco. Інші міжнародні експансії Tim Hortons включають невеликий заклад у Дублінському зоопарку. Станом на 30 квітня 2007 року кава та пончики Tim Hortons продавалися на невеликих прилавках самообслуговування в 50 магазинах Spar у Великобританії та Ірландії.

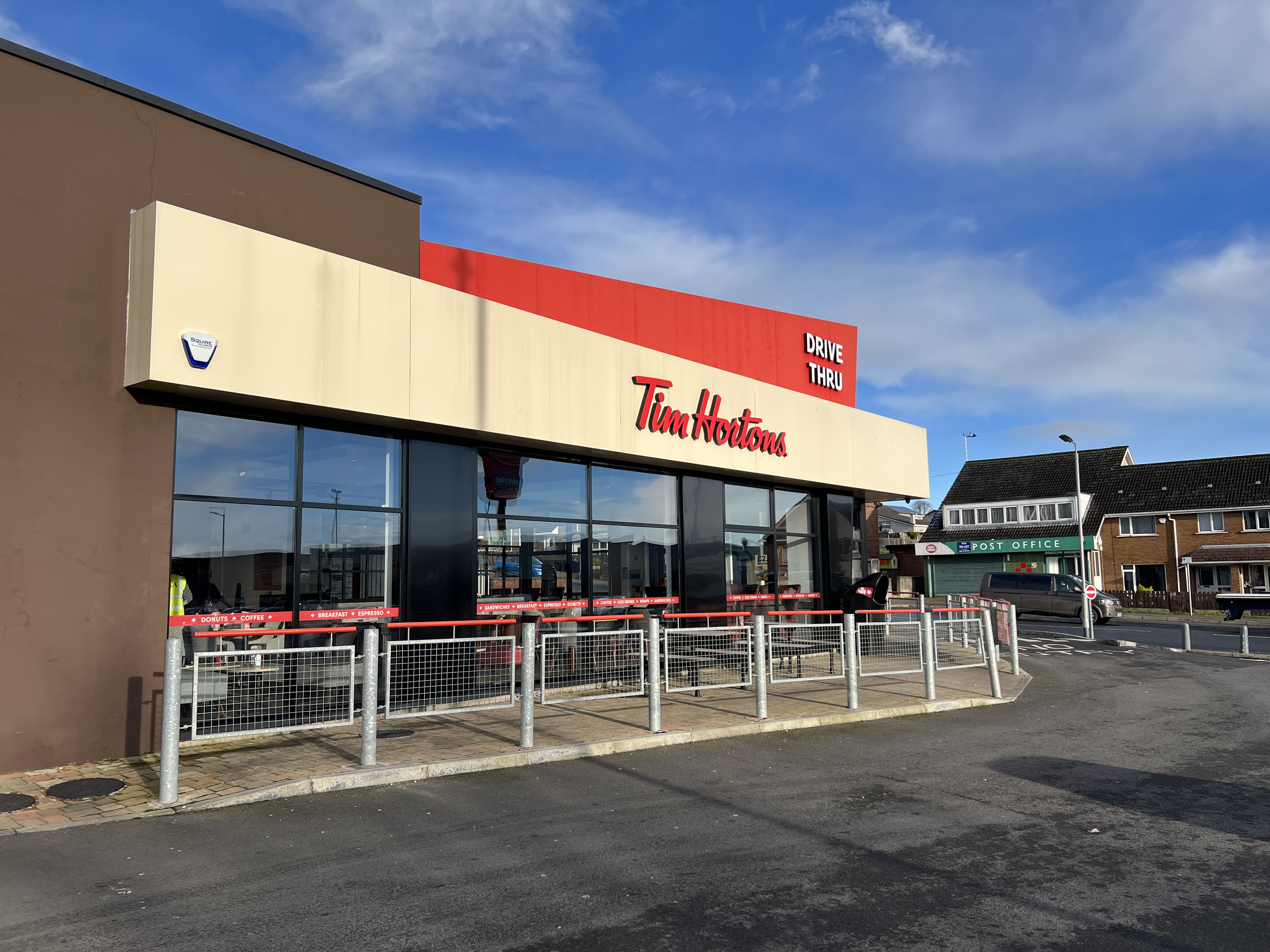
Tim Hortons у Кукстауні, Північна Ірландія

У 2016 році Tim Hortons оголосив про відкриття закладів у Сполученому Королівстві з 2017 року. 2 червня 2017 року в Глазго відкрився перший заклад у Великій Британії, а в листопаді 2017 року — у Бішопбріггсі. У листопаді 2017 року відкрилися два заклади в Кардіффі, а також магазин у Данфермліні. У грудні 2017 року було відкрито ще два заклади в Траффорді в містах Сейл і Алтрінчам. 20 грудня 2017 року мережа відкрила заклад у торговому центрі Golden Square у Воррінгтоні. Tim Hortons відкрив перші 2 заклади в Північній Ірландії в 2018 році. Один на Фаунтейн-стріт у центрі Белфаста, а інший проїздний заклад у Connswater Retail Park у Східному Белфасті. З відкриттям філії в Брейнтрі та Стокпорті (Великий Манчестер) у лютому 2022 року Tim Hortons мав 47 закладів у Сполученому Королівстві. До січня кількість зросла до 73 закладів, принаймні ще 3 заклади знаходяться в розробці. У березні 2023 року вони відкрили філію у Вествуд-Кросс у Танеті, Кент.
Перший в Ірландії Tim Hortons був відкритий у Лімерику в 2022 році.

#### Іспанія

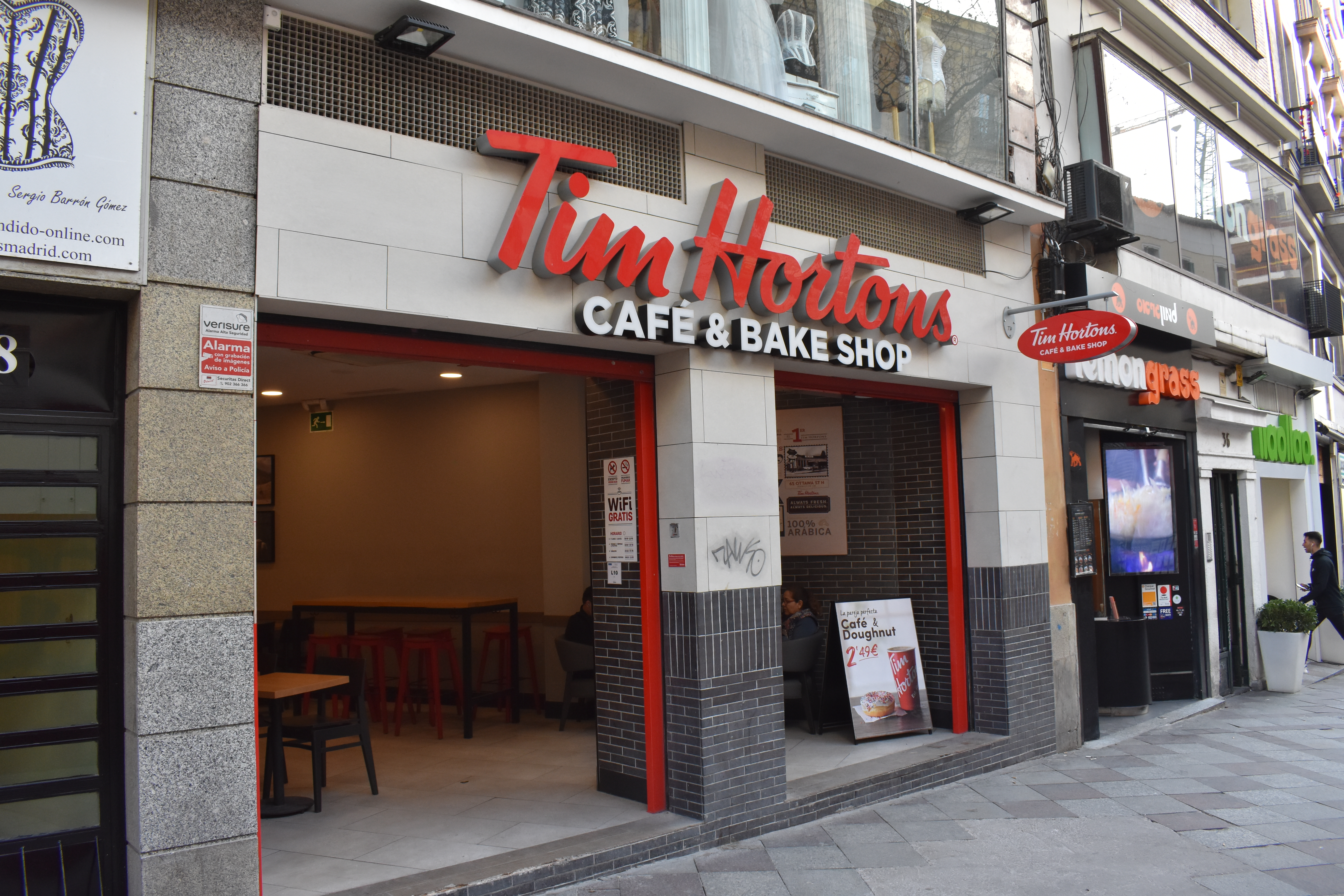
Тім Хортонс у Мадриді, Іспанія. У 2017 році компанія відкрила свій перший заклад в Іспанії.

У грудні 2017 року Tim Hortons відкрив два заклади в центрі Мадрида, а пізніше відкрив ще один у місті Посуело-де-Аларкон у Мадридській громаді. У меню також є типові іспанські напої, окрім типових напоїв Tim Hortons.

## Меню
Спочатку Tim Hortons пропонував лише два види продукції — каву та пончики. Окрім кави, чаю, гарячого шоколаду та пончиків, меню тепер містить низку іншої випічки, зокрема байґелі – з яких бренд продає кожен другий у канадській індустрії громадського харчування. Компанія надає інформацію про харчову цінність більшості позицій меню у двосторінковій брошурі та в Інтернеті. У брошурі не наводиться інформація про склад інгредієнтів. Здебільшого меню Tim Hortons містить багато однакових позицій у різних закладах. Однак, ціни можуть відрізнятися, оскільки це франшиза, тому вартість кожної позиції може трохи відрізнятися залежно від власника закладу, а також провінції, в якій діє франшиза.

### Кава та напої

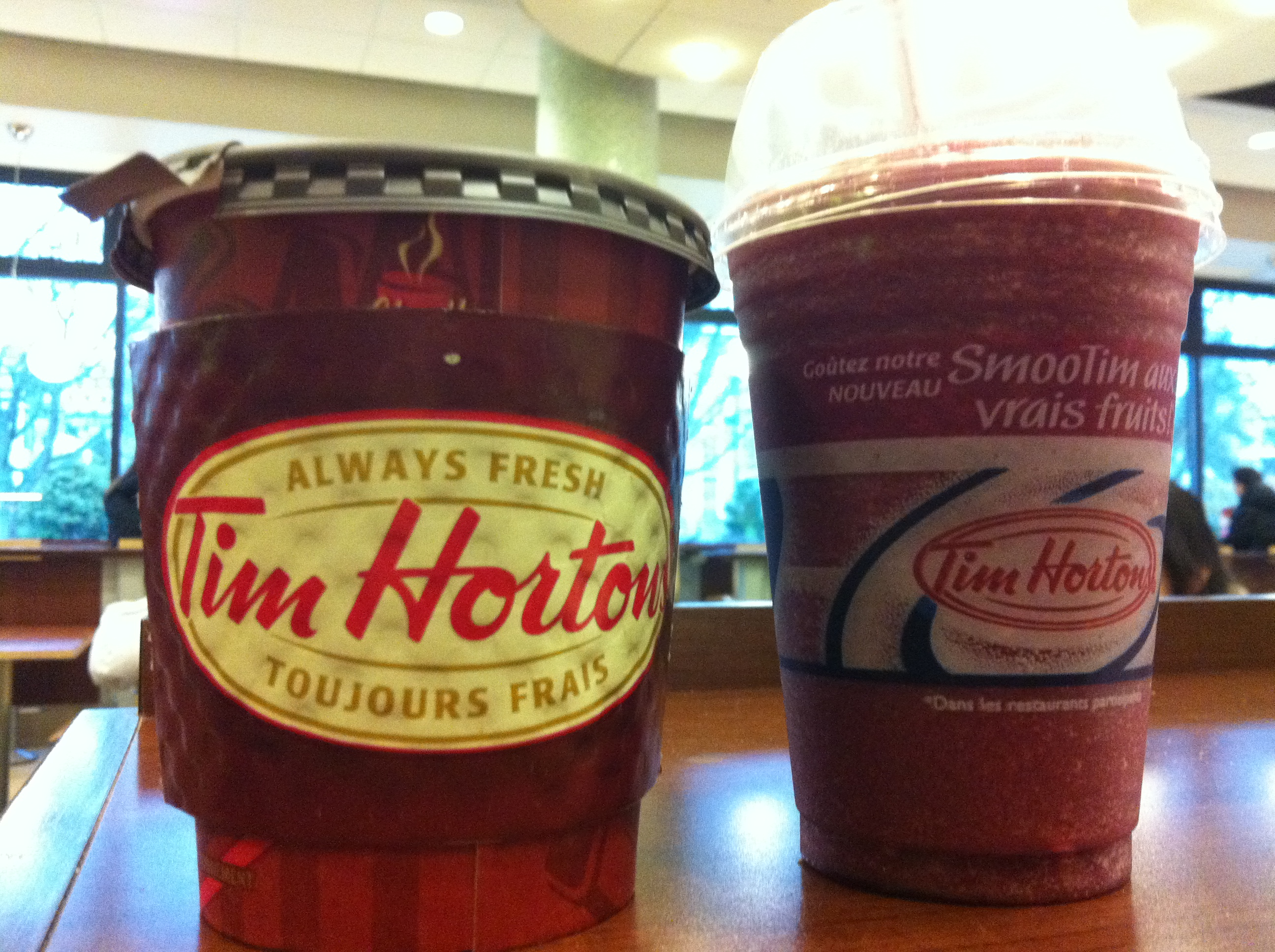
Кава і смузі Tim Hortons в 2011 році

Tim Hortons продає каву, чай, гарячий шоколад і безалкогольні напої. У середині 1990-х років мережа перейшла до фірмових та преміальних товарів, таких як ароматизоване капучино, капучино з льодом і кава з льодом.
Незважаючи на розширення асортименту їжі в 2009 році, бренд залишався сильно залежним від продажів кави. У 2009 році повідомлялося, що 60 % їхніх продажів здійснюються вранці, і з них понад 50 % становить кава. Кава, яку подають, складається з суміші зерен 100 % арабіки. «Оригінальна суміш» — це середньообсмажена розсипна кава, яка є найпопулярнішою поданою кавою в Канаді. У мережі діє політика «завжди свіжої» кави, де кава подається протягом 20 хвилин після заварювання.
У листопаді 2011 року компанія оголосила, що пізніше того ж місяця вони додадуть еспресо-машини в 1000 своїх закладів. 16 квітня 2012 року бренд випустив заморожений лимонад у двох смаках: оригінальний та малиновий. 15 серпня 2014 року компанія додала каву темного обсмаження як альтернативу.
15 травня 2023 року Tim Hortons представив два нових пункти меню обіду та вечері в Канаді: BBQ Crispy Chicken Loaded Bowl і BBQ Crispy Chicken Loaded Wrap. Обидві страви готуються з хрустких курячих грудок, покритих яскравою та димною глазур'ю для барбекю, а потім змішуються із крупами, листям салату, свіжо нарізаними помідорами та огірками та «пікантним, вершковим» соусом барбекю.

### Продукти харчування

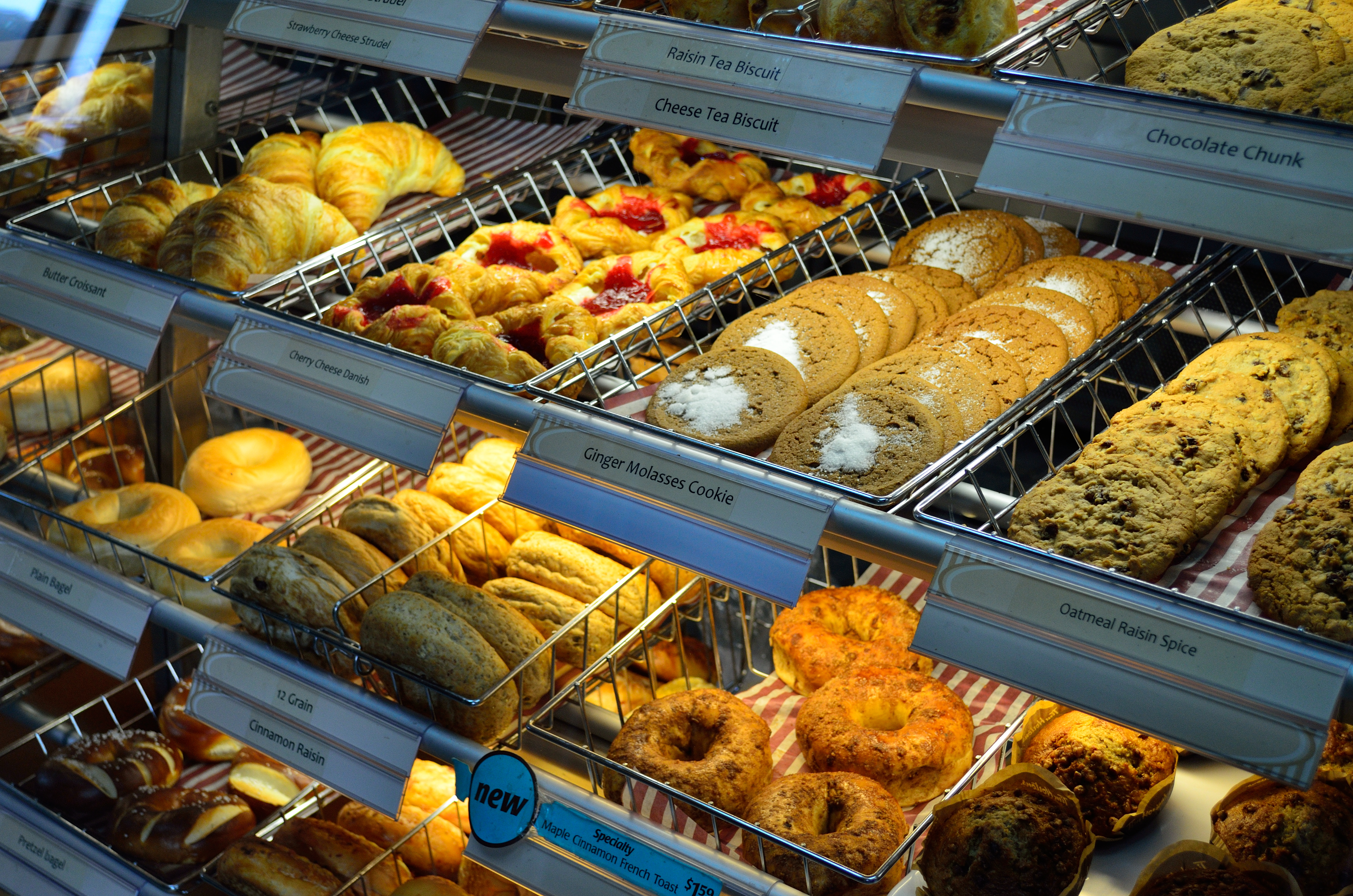
Випічка Tim Hortons в 2015 році

Меню містить низку різноманітної випічки, як-от пончики (під торговою маркою Timbits), кекси, круасани, чайні бісквіти, печиво, булочки, данська здоба та бублики. Датчі — це канадський пончик, популяризований мережею Tim Hortons.
З середини 1990-х років мережа перейшла в інші сфери, окрім пончиків і кави, включаючи фірмові та першокласні продукти, такі як чізкейк у стилі Нью-Йорка, а також обідній вибір, який включає супи, чилі та сендвічі у стилі підводного човна. Восени 2006 року мережа почала випуск сендвічів на сніданок. Сендвіч складається з яєчної котлети, шматочка плавленого сиру та верхнього шару — шинки, бекону або ковбаси, і кладеться на бісквіт, англійський мафін або байґель. У жовтні 2007 року вони запустили курячу фахіту-рап, який містив пряну курку та овочеве соте. Це було знято з виробництва та замінено роком пізніше на курячий рап. У грудні 2007 року вони випустили хешбраун та «Bagel B.E.L.T.», бутерброд для сніданку з беконом, яйцем, салатом і помідорами на байґелі. У лютому 2009 року вони оголосили про створення спільного бренду з американською мережею морозива Cold Stone Creamery. Угода передбачала, що кожна мережа має перетворити 50 закладів на подвійну франшизу, загалом 100 закладів. Ідея була успішно випробувана в двох закладах в Род-Айленді. Незважаючи на таке розширення, бренд залишався сильно залежним від продажів кави. У лютому 2014 року Tim Hortons оголосив, що вироблення пончиків датчі припинено через низьку популярність.
Незважаючи на всеосяжність мережі по всій Канаді, Tim Hortons ніколи не пропонував путін як постійний пункт меню, незважаючи на той факт, що путін (вважається фірмовою стравою Канади) пропонується практично в кожній іншій великій мережі ресторанів Канади. У 2018 році Tim Hortons вперше запропонував путін по всій Канаді протягом обмеженого часу, використовуючи приправлені шматочки картоплі замість типової картоплі фрі. Путін Tim Hortons отримав суперечливі відгуки в соціальних мережах.
У Канаді компанія почала пропонувати гамбургери в обідньому меню в 2017 році. Намагаючись залучити клієнтів більш здоровим вибором, Tim Hortons запропонував гамбургер без м'яса «Beyond Meat». Пропозиція гамбургерів була ризикованою для компанії в її спробі конкурувати з популярними великими мережами гамбургерів, такими як McDonald's, Wendy's і Burger King в Канаді. Іронічно, Burger King придбав Tim Hortons в 2014 році і керував нею як окремою дочірньою компанією, і вже мав механізми ланцюжка поставок, щоб постачати Tim Hortons товари для гамбургерів. Однак лише через короткий проміжок часу споживачі погано відреагували на пропозицію гамбургерів Tim Hortons або варіації «Beyond Meat». Згодом у 2019 році через погані національні продажі гамбургери були вилучені з меню канадських магазинів Tim Hortons.

#### Способи випікання та позов
Разом із розширенням мережі та меню почалось також зовнішнє замовлення випічки. Пончики, які раніше готували вночі для готовності на ранковий наплив клієнтів, тепер почали готуватись з використанням замороженого хлібу — їх частково готують, а потім заморожують і доставляють у кожен ресторан Канади з Брентфорда, Онтаріо. Кожен ресторан випікає і доробляє продукт протягом дня. Станом на квітень 2007 року, багато різноманітних клярів для кексів було скасовано, оскільки заморожені, попередньо виготовлені та загорнуті кекси були введені в заклади Tim Hortons.
Перехід Tim Hortons на використання замороженого хлібу розчарував деяких клієнтів, які відзначили, що це суперечить слогану мережі «завжди свіже». Девід Свік повідомив у газеті Halifax Daily News 19 вересня 2003 року, що торгові точки Tim Hortons в Атлантичній Канаді більше не будуть продавати свіжі пончики, а радше пончики, які були віддалено обсмажені на заводі, а потім заморожені та відправлені. У 2008 році два франчайзи подали колективний позов проти материнської компанії за перехід до системи часткового випікання, «звинувачуючи її в порушенні контракту, порушенні обов'язку справедливої угоди, введені в оману та незаконному збагаченні». У позові йшлося про те, що двоетапне випікання втричі збільшило фіксовані витрати франшиз на виробництво пончика (з 6 центів за пончик до 18 центів), потребувало придбання нових морозильних камер і мікрохвильових печей і знизило прибутковість для франшиз, одночасно збільшуючи прибуток для материнської компанії. Власники франшиз зобов'язані купувати харчові продукти в компанії з випічки в Брентфорді, що належить IAWS Group PLC, і спочатку їм сказали, що ціна кожного пончика становитиме 11 або 12 центів (а кожного Тімбіта — 4,6 цента). Справа була відкликана у лютому 2012 року.
У статті New York Times за 2009 рік було порівняно підхід «випічки з нуля» у Krispy Kreme та деяких закладах Dunkin’ Donuts та методу «швидкого заморожування» і поставки Tim Hortons. Стаття Times також відзначила очевидний дефіцит фірмових пончиків, таких як датчі, у щойно відкритих магазинах Tim Hortons у Нью-Йорку. Зазначаючи, що «американські гості, як правило, скупчуються біля солодощів», у тому числі біля «датчі із родзинками», газета Times відзначала, що Tim Hortons знову стала компанією з Канади, що викликало позитивну реакцію серед канадців. У статті порівнювалося, як політики у США «залицяються» до футбольних матінок, а в Канаді вони «намагаються залучити виборців Tim Hortons».

## Маркетинг

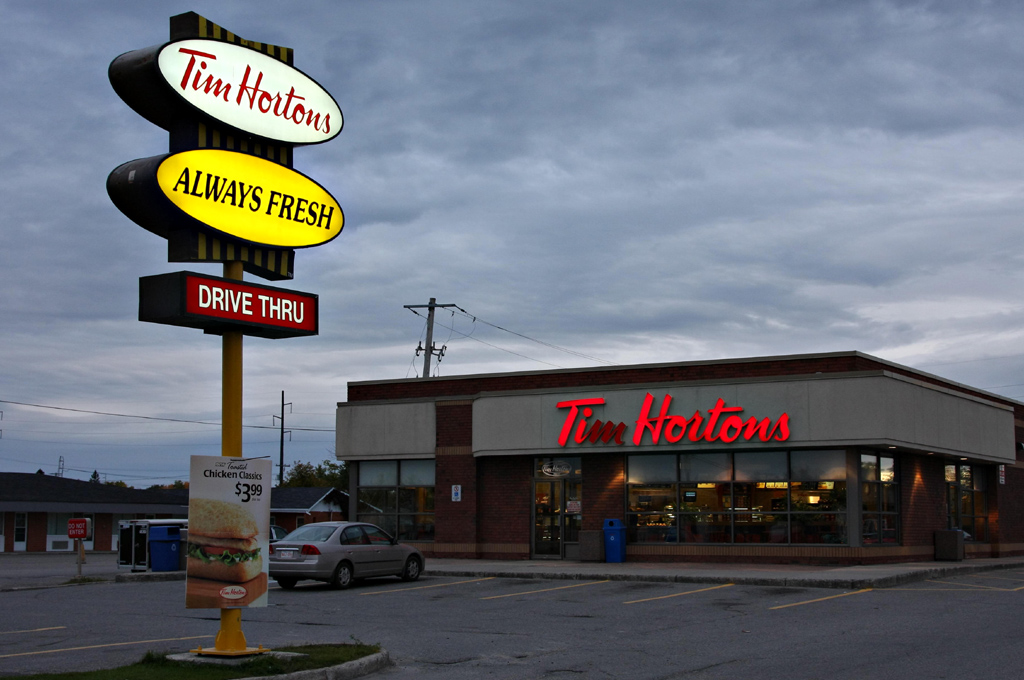
Магазин із класичним гаслом «Завжди свіже» у рідному місті засновника Гортона, Кокрейні, Онтаріо

Рекламні слогани Tim Hortons включали «У вас завжди є час для Tim Hortons», а з середини 2000-х — «Завжди свіже. Завжди Tim Hortons».
Журнал Canadian Business назвав Tim Hortons найкраще керованим брендом у Канаді у 2004 та 2005 роках.
З 2005 року Tim Hortons є титульним спонсором Brier, щорічного чемпіонату Канади з керлінгу серед чоловіків, а також Чемпіонату Канади з рингету.
Незадовго до грудня 2007 року вони припинили випуск подарункових сертифікатів і замінили їх карткою Quickpay Tim Card.
У вересні 2006 року Tim Hortons викликав суперечки, наказавши працівникам не носити червоний одяг у рамках кампанії «Червоних п'ятниць», яку проводять родини військових на знак підтримки канадських військ. За кілька годин Tim Hortons частково змінив свою позицію та дозволив працівникам магазинів Онтаріо носити червоні стрічки або шпильки, щоб продемонструвати підтримку кампанії «носити червоне по п'ятницях».
У червні 2009 року Tim Hortons (США) створив сторінки у Twitter і Facebook для залучення онлайн-трафіку. Після того, як Tim Hortons погодився надати 250 чашок безкоштовної кави у 2009 році для «Дня шлюбу та сім'ї», організованого Національною організацією шлюбу, компанія припинила своє спонсорство після того, як виявилося, що НОШ є організацією, яка виступає проти одностатевих шлюбів. Компанія заявила, що спонсорство є порушенням політики компанії не спонсорувати заходи, «які представляють релігійні групи, політичні філії або лобістські групи».

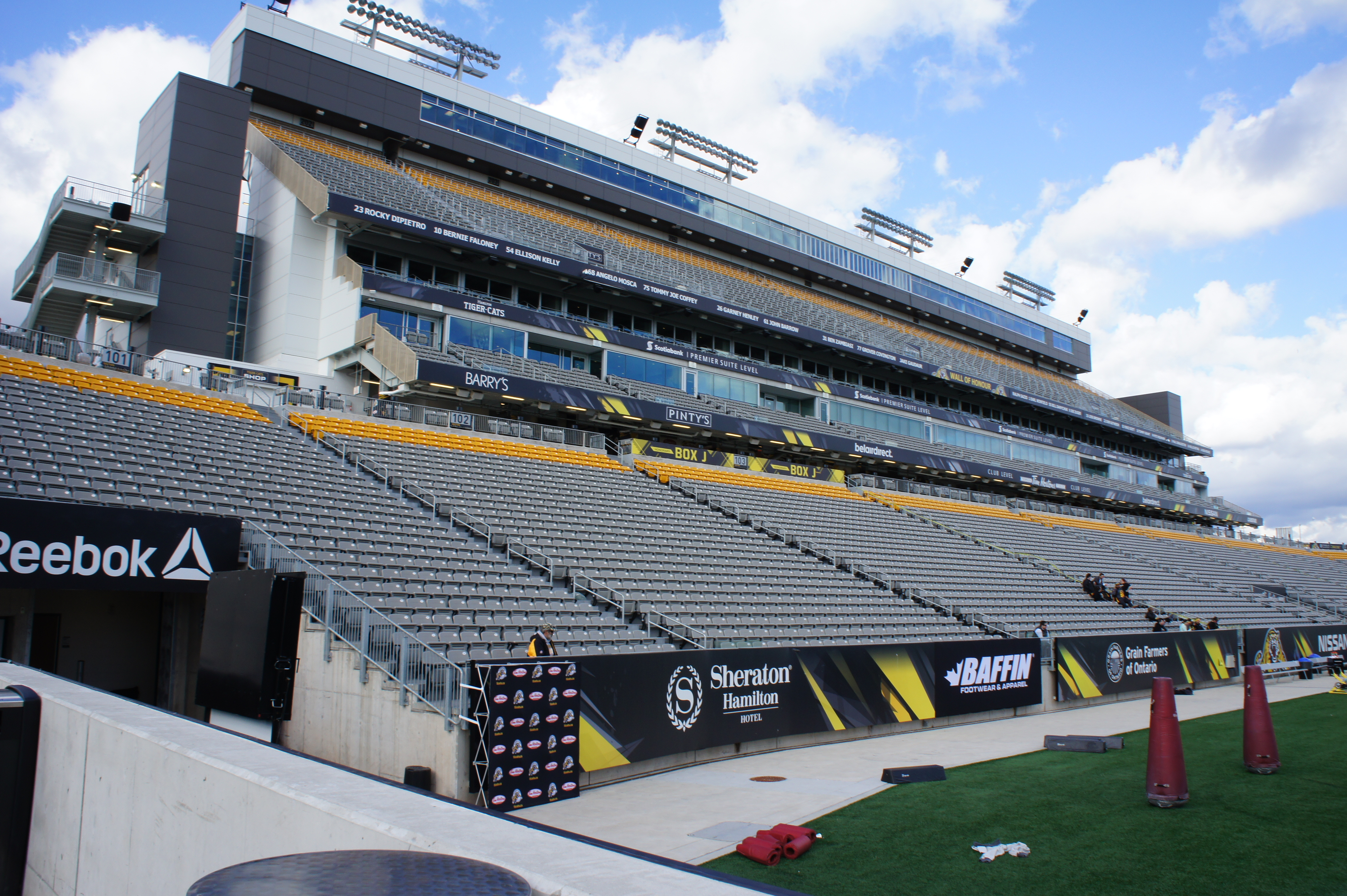
Tim Hortons Field в Гамільтоні, Онтаріо. Компанія придбала права на назву стадіону в 2013 році.

12 липня 2013 року було оголошено, що Tim Hortons придбав права на назву стадіону, який будувався в Гамільтоні, Онтаріо. Тім Гортонс Філд став домашнім стадіоном Гамільтон Тайґеркетс у 2014 році.
У червні 2015 року Tim Hortons вилучив чотиритижневу рекламну кампанію енергетичної компанії Enbridge зі свого внутрішнього сервісу «Tims TV» через три тижні після звернення правозахисної групи SumOfUs. Незважаючи на те, що реклама була частиною загальної кампанії «Life Takes Energy», запровадженої Enbridge минулого року, група стверджувала, що шляхом показу реклами Tim Hortons підтримує спірні проєкти, які розробляє Enbridge, як-от трубопровід Northern Gateway, і додала, що «рекламна кампанія Enbridge використовує привабливих акторів, миленьких дітей і високу якість виробництва, щоб приховати справжню правду — її проєкт на видобування нафтоносного піску поставить екосистеми, лосося і дику природу під загрозу, не створить практично жодного місцевого робочого місця і прискорить зміни клімату». Рішення вилучити рекламу, однак, призвело до бойкоту Tim Hortons на чолі з лідером партії Wildrose Брайаном Джином, який вважав це рішення атакою на нафтову промисловість Альберти, оскільки Enbridge є однією з найбільших компаній провінції.
У листопаді 2021 року мережа почала промо-акцію зі співаком Торонто Джастіном Бібером, яка включала випуск лімітованого тиражу Timbits «Tim Biebs» і супровідних товарів.
Тім Хортонс також є головним спонсором Forge FC.

### Канадська культурна пам'ятка

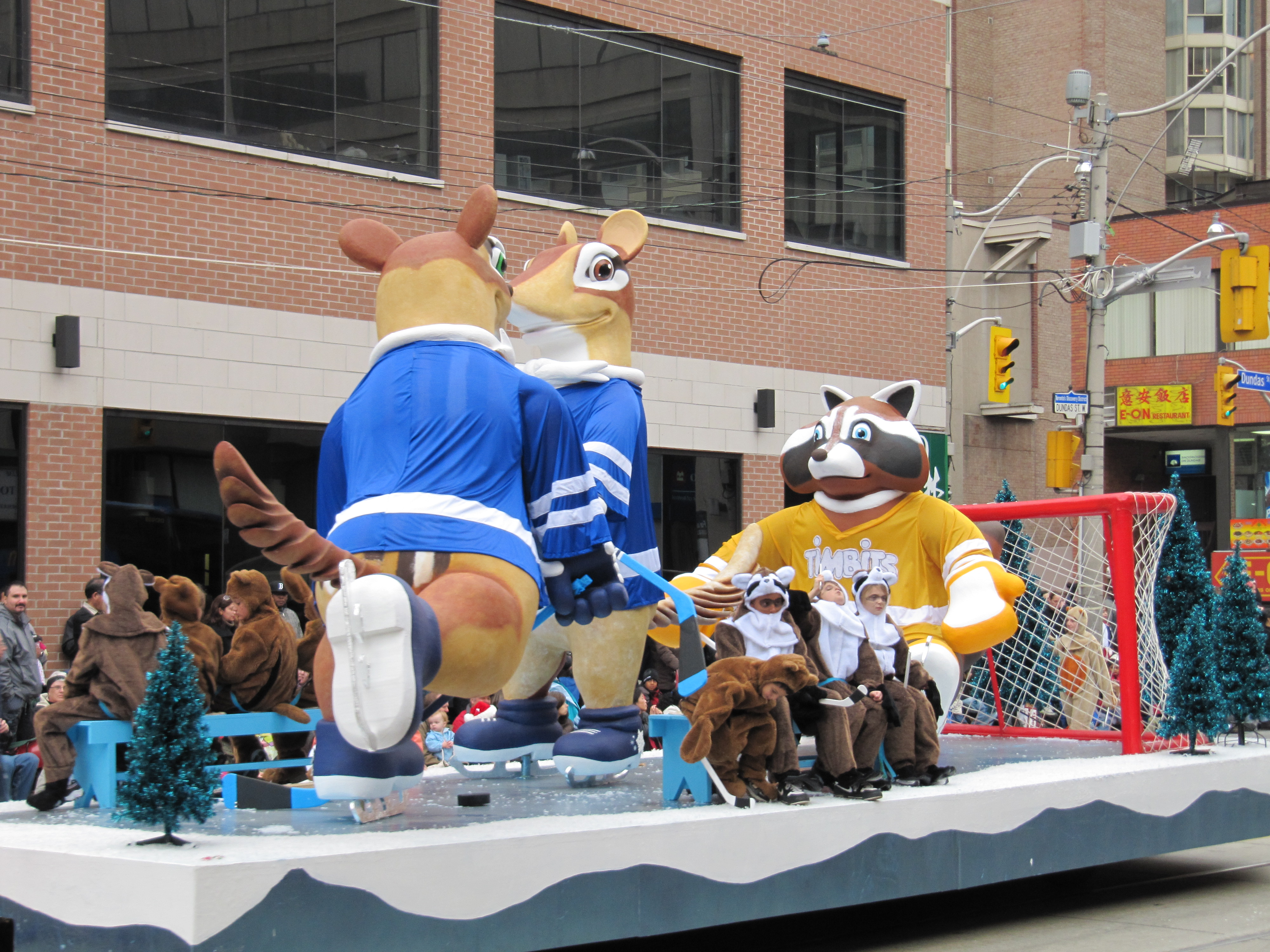
Парадний корабель із логотипом Timbits, продукту Tim Hortons, на єноті, який грає в хокей на параді Санта-Клауса в Торонто

Tim Hortons у народі відомий як «Timmies». Широка розповсюдженість закладів Tim Hortons робить його важливою складовою канадського життя; канадці їдять більше пончиків на душу населення і мають більше закладів продажу пончиків на душу населення, ніж будь-яка інша нація. Поширеність Tim Hortons на ринку кави та пончиків призвела до того, що він став іконою канадської культури. ЗМІ регулярно посилаються на його культовий статус, незважаючи на те, що це відносно недавнє явище; до розширення мережі наприкінці 1990-х і в 2000-х роках було лише кілька торгових точок. Серія телевізійних рекламних роликів Tim's пропагує цю ідею, показуючи канадців за кордоном, які сумують за Tim Hortons. Канадський письменник П'єр Бертон одного разу написав: «Багато в чому історія Tim Hortons є важливою канадською історією. Це історія успіху і трагедії, великих мрій і маленьких міст, старомодних цінностей і жорсткого бізнесу, важкої праці і хокею».
Деякі коментатори скаржаться на піднесення Tim Hortons до національного символу. Редьярд Ґріффітс, директор Інституту Домініону, написав у Toronto Star у липні 2006 року, що підвищення статусу мережі до культурної ікони є «тривожним знаком» для канадського націоналізму, додавши: «Звісно, Канада може придумати кращий псевдонім, ніж Нація Тімбіт».
Визнання Tim Hortons як канадської ікони проникло в американську культуру завдяки рекламним акціям спільно з маркетинговою агенцією. В американській комедії ситуацій «Як я зустрів вашу маму», Робін, яку зіграла канадська акторка Кобі Смолдерс, стоячи в Tim Hortons «поруч зі Залом слави хокею», назвала це місце «найбільш канадським місцем у всесвіті». Мережа прийняла цю фразу як неофіційний слоган і використовувала його в рекламних оголошеннях, щоб підкреслити свою приналежність до сучасної канадської культури. Мережа була показана в серіалі «Батьківщина». Ще одне телевізійне шоу, в якому з'являються продукти Tim Hortons, — «Останній корабель».
«Пончики Стена Микити» з фільму «Світ Вейна» — це пародія на Tim Hortons.

### Партнерство

#### Cold Stone Creamery

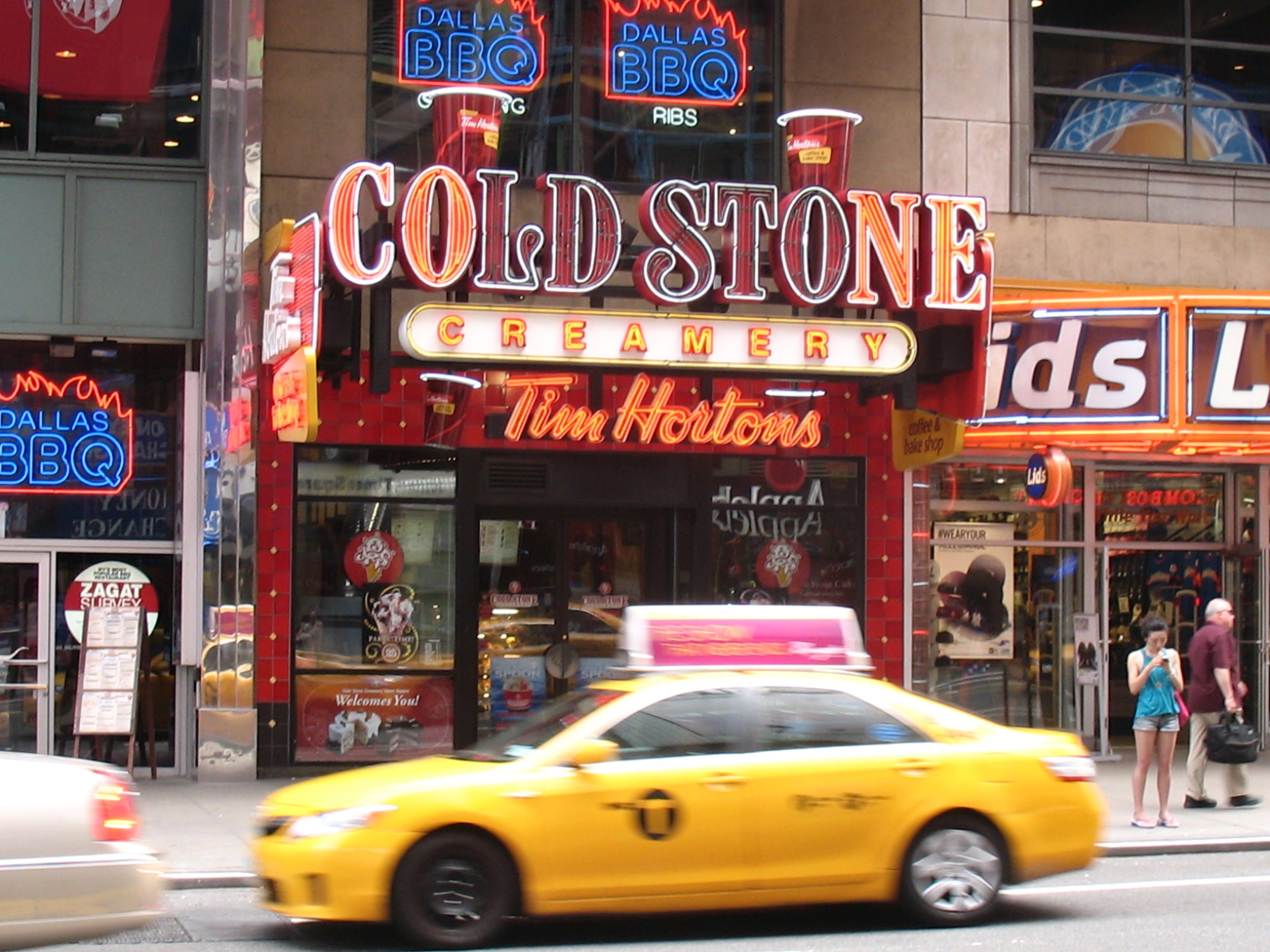
Спільне розташування з Cold Stone Creamery у Нью-Йорку

Kahala, материнська компанія Cold Stone Creamery, оголосила в лютому 2009 року, що вона досягла угоди з Tim Hortons про відкриття до 100 спільних закладів у США після успішного тестування двох закладів у Род-Айленді. Найвідоміший спільний заклад відкрився в серпні 2009 року, коли Tim Hortons зайняв три заклади Cold Stone Creamery у Нью-Йорку, включно з головним закладом на Таймс-сквер.
У червні 2009 року компанія Cold Stone Creamery почала тестувати канадський ринок, відкривши свої шість спільних закладів з Tim Hortons в Онтаріо, і почала розширювати свої тестові ринки в Канаді, включаючи Альберту, Нову Шотландію, Онтаріо, Нью-Брансвік і Британську Колумбію, а влітку 2010 року Cold Stone Creamery зайняла шість закладів Tim Hortons у Квебеку та по одному в Шарлоттауні та Саммерсайді, PEI. Однак у лютому 2014 року виконавчий директор Tim Hortons Марк Кейра оголосив, що вони вилучать Cold Stone Creamery з усіх своїх канадських ресторанів, хоча Tim Hortons збереже свої заклади в Сполучених Штатах.

#### Військові партнерства

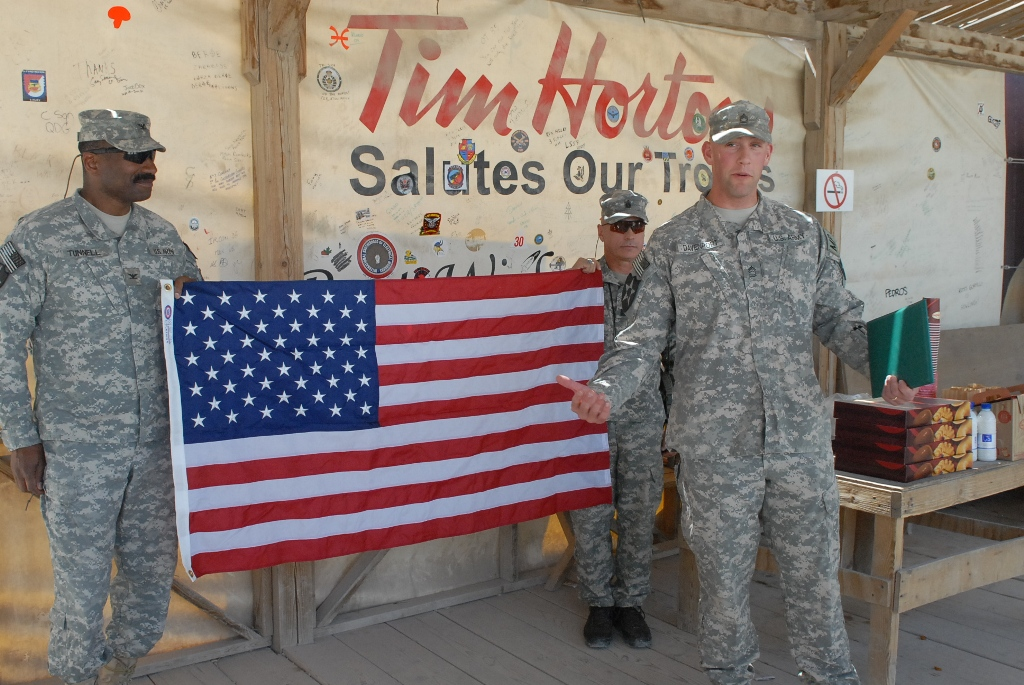
Сержант армії США виступає з промовою перед кав'ярнею Tim Hortons в Кандагарі

Tim Hortons має торгові точки щонайменше на семи базах канадських збройних сил. У березні 2006 року TDL Group оголосила про своє зобов'язання відкрити франшизний заклад на військовій базі Кандагар у Афганістані у відповідь на запит головнокомандувача Збройних сил, генерала Ріка Гільєра. Новий заклад в Кандагарі було відкрито 1 липня 2006 року у 12-метровому вагончику на військовій базі. 41 співробітник відділення в Кандагарі був відібраний з Агентства кадрової підтримки збройних сил Канади, який пройшов навчання з таких питань, як поводження з потенційною ядерною або біологічною зброєю, перш ніж працювати на військовій базі. Федеральний уряд Канади субсидував роботу закладу в Кандагарі в розмірі 4–5 мільйонів канадських доларів на рік. Кандагарський Tim Hortons закрився 29 листопада 2011 року після того, як протягом п'яти років було подано чотири мільйони чашок кави та три мільйони пончиків.
Перший магазин Tim Hortons на військовій базі США був відкритий у 2009 році у Форт-Ноксі. Наступного року на військово-морській базі Норфолк було відкрито друге відділення Tim Hortons. Станом на листопад 2011 року Tim Hortons відкрив п'ять торгових точок на чотирьох військових базах США. Окрім перших двох, вони також знаходяться на морській авіаційній базі Oceana та двох місцях на Абердинському полігоні.

### Кампанія Roll Up the Rim to Win
Щороку в лютому Tim Hortons проводить маркетингову кампанію під назвою Roll Up the Rim to Win (розгорни край, щоб виграти). Починаючи з 2007 року, щороку розподіляється понад 31 мільйон призів, включаючи автомобілі, телевізори та продукцію магазину. Клієнти визначають, чи виграли вони призи, розгортаючи край своїх паперових склянок після закінчення напою, виявляючи результат під ним. Призи не розподіляються випадковим чином по всій країні; у кожному з регіонів розподільних мереж компанії є свої унікальні шанси на виграш. Ідея кампанії виникла в 1985 році, коли Роджер Вілсон з компанії Lily Cup, одного з постачальників склянок для Tim Hortons, звернувся до Tim Hortons з новою ідеєю для збільшення продажів. Вілсон пояснив, що його компанія створила новий дизайн горнятка, який дозволив надрукувати повідомлення під обідком; варіант склянки коштував не більше, ніж поточний, і може бути використаний для реклами або конкурсу. Розпізнавши можливість просування кави в звичайно низький період продажів навесні, кампанія Roll Up the Rim to Win була вперше проведена в 1986 році, коли найбільшим призом була коробка закусок Timbits. У 2008 році було роздано понад 88 % головних призів.
Конкурс настільки популярний, що Пол Кайнд винайшов Rimroller (як показано у «Лігві дракона»), пристрій для механічного розгортання краю.
На честь півторастолітнього ювілею Канади в липні 2017 року було проведено спеціальну акцію Roll Up the Rim із призами, зокрема «Неперевершені канадські канікули» вартістю 10 000 доларів США.
У конкурсі було кілька суперечок, у тому числі крадіжка нерозгорнутих чашок. У березні 2006 року дві сім'ї сварилися за приз SUV Toyota RAV4 вартістю $32 000 канадських доларів коли їхні доньки знайшли виграшну склянку кави «roll up the rim» у сміттєвому баку початкової школи в Сен-Жеромі, Квебек. Молодша дівчина знайшла чашку в сміттєвому баку і не могла розгорнути край, тому попросила допомоги у старшої дівчини. Коли виграшну склянку було виявлено, родина старшої дівчини заявила, що вони заслуговують приз. Tim Hortons спочатку заявив, що не буде втручатися в суперечку. Ще одна складність виникла, коли адвокат Клод Аршамбо з Квебеку попросив провести ДНК-тест чашки. Він стверджував, що його неназваний клієнт викинув склянку і був законним одержувачем призу. 19 квітня 2006 року Tim Hortons оголосив, що вони вирішили присудити приз молодшій дівчині, яка спочатку знайшла горнятко. Компанія також стурбована кількістю додаткового сміття, утвореного акцією.
У 2018 році Tim Hortons почав додавати цифрові компоненти до рекламної акції за допомогою функції «Scroll Up the Rim» (яка давала гравцям шанс отримати харчові призи) у мобільному застосунку мережі. У 2020 році в рамках екологічних ініціатив і для просування нової програми лояльності мережі Tims Rewards Tim Hortons оголосив, що розповсюджуватиме чашки Roll Up the Rim лише протягом перших двох тижнів кампанії. Кожна відповідна покупка учасника Tims Rewards протягом першої половини акції мала отримати два електронні купони та один електронний купон у другі два тижні, який можна було використати через мобільний застосунок Tims Rewards. Будь-яка покупка з використанням багаторазової склянки призводила до трьох купонів.
7 березня 2020 року через пандемію COVID-19 Tim Hortons оголосив про скасування розповсюдження фізичних склянок для рекламної акції через побоювання, що вірус може поширюватися через повернуті горнятка, і що рекламна акція проводитиметься виключно через застосунок. Мережа також приєдналася до інших у тимчасовій забороні використання багаторазових склянок з подібних причин. Зміни від 2020 року залишилися в силі в 2021 році, тому акцію було перейменовано на Roll Up to Win. Крім того, Tim Hortons оголосив, що кожна електронний купон гарантовано виграє принаймні бали Tims Rewards.

## Залучення громади

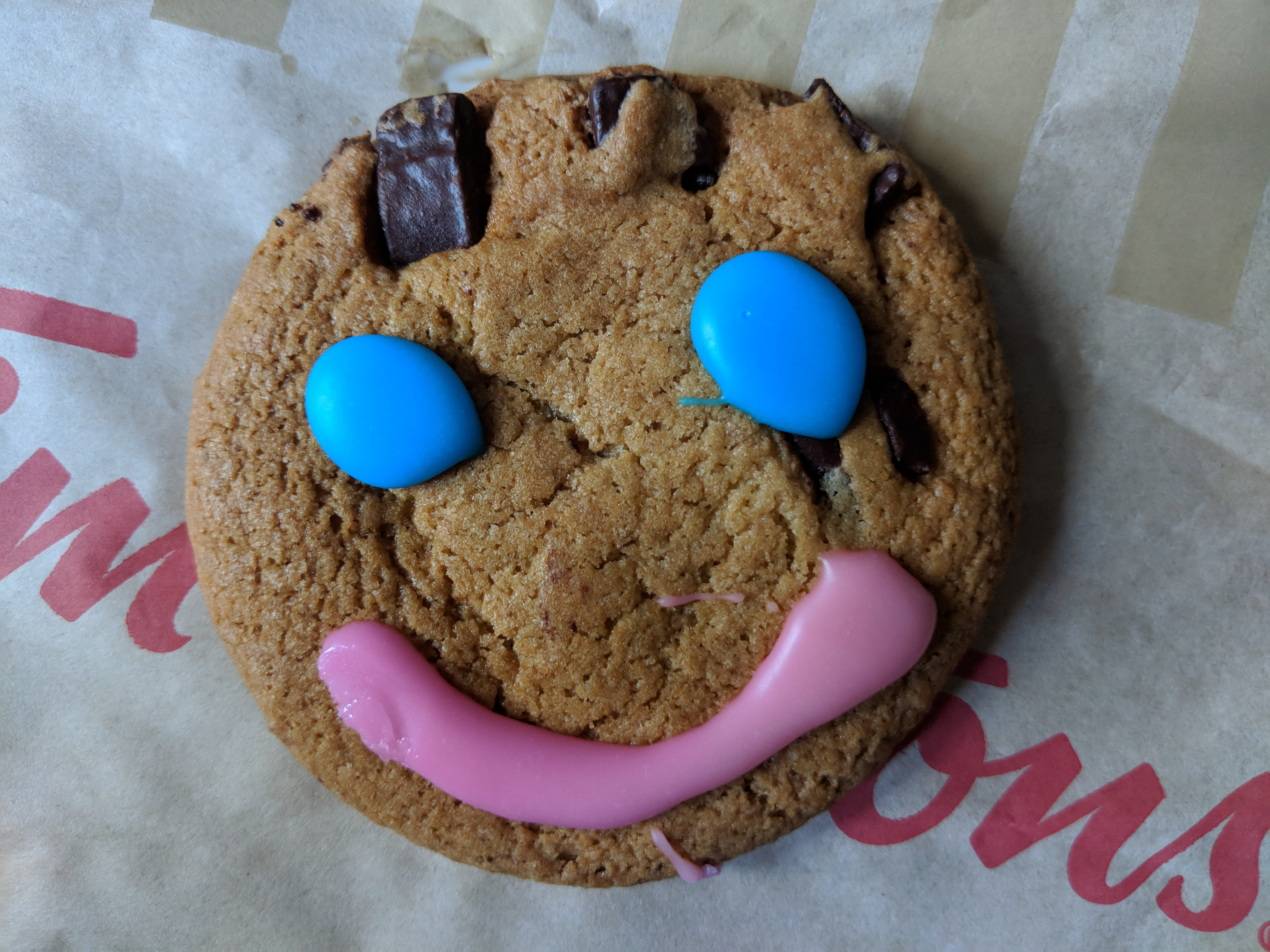
Печиво Smile продається в Tim Hortons. Форми печива є частиною програми роботи компанії з громадськістю.

Tim Hortons спонсорує громадські програми, зокрема Free Skating, Free Swimming, Earn-a-Bike Program, Remembrance Day, Food Drives, Smile Cookie program, Enactus, а також проєкт з очищення громади.
Заклад рекламує себе через дитячий фонд Тіма Гортона. Заснований Роном Джойсом, фонд спонсорує тисячі знедолених дітей з Канади та США, щоб вони змогли відвідати один із шести літніх таборів вищого класу, розташованих у Паррі-Саунд, Онтаріо; Татамагуче, Нова Шотландія; Кананаскіс Каунтрі, Альберта; Куйон, Квебек; Кемпбеллсвіль, Кентуккі; Сент-Джордж, Онтаріо; і нещодавно провінційний парк Уайтшелл, Манітоба.
Найвідомішим збором коштів фонду є День табору, який проводиться щороку в середу першого повного тижня червня. Усі доходи від продажу кави в більшості закладів Tim Hortons, а також доходи від пов'язаних заходів, проведених того дня, передаються до фонду. Невеликі заклади, розташовані на СТО Esso, не жертвують виручку від кави в День табору.
Робота Джойса з дитячим фондом Тіма Гортона принесла йому гуманітарну премію Гері Райта в 1991 році, яку періодично вручають на знак визнання внеску в покращення життя громади по всій Канаді. За його вклад у Фонд, він отримав нагороду Ордена Канади, офіційне вручення якого відбулося 21 жовтня 1992 року в Оттаві.

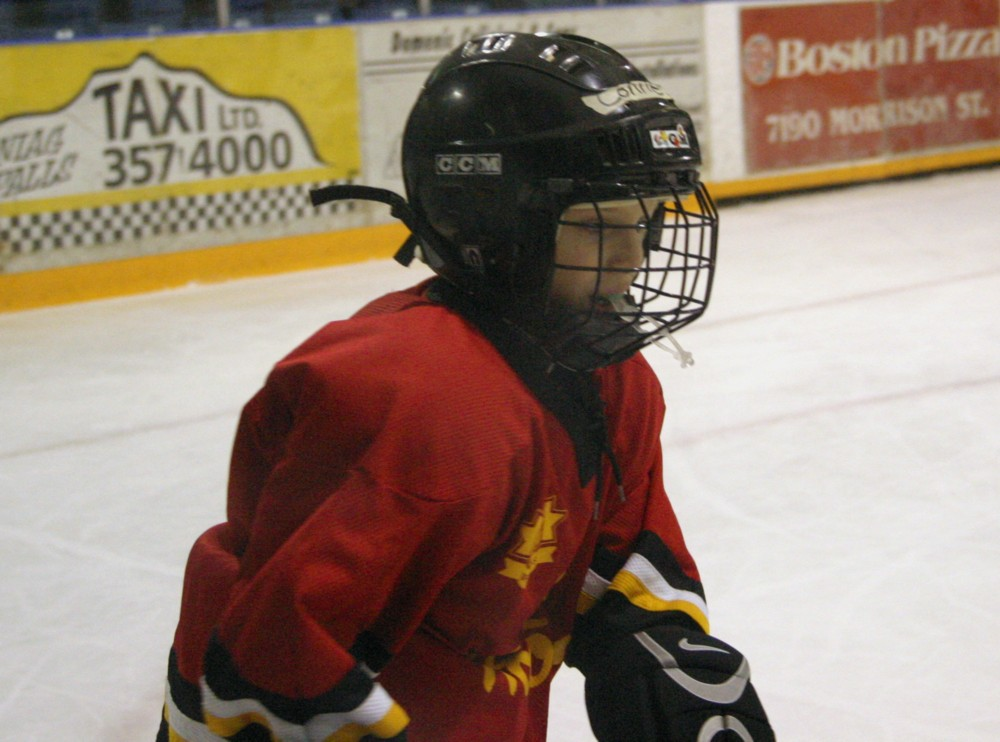
Хокеїст Тімбітс. Компанія спонсорує програму з хокею на льоду для дітей у Канаді.

У грудні 2019 року Tim Hortons став спонсором канадського хокею, а також офіційним спонсором Centennial Cup, канадської юніорської хокейної ліги та одним із головних спонсорів національних збірних Канади з хокею.

## Спірні моменти

### Асоціація франшиз Great White North
Асоціація франшиз Great White North, створена в 2017 році, представляла франшизи Tim Hortons, які перебувають у серії триваючих конфліктів із головним офісом Tim Hortons через незадоволеність відносинами з Restaurant Brands International (материнська компанія Tim Hortons і Burger King). GWNFA подала колективні позови проти Restaurant Brands International щодо підвищення мінімальної зарплати в Онтаріо (див. нижче), завищених цін головного офісу та нецільового використання їхніх рекламних коштів.

### Мінімальна заробітна плата в Онтаріо
Після підвищення мінімальної заробітної плати в Онтаріо з 11,60 до 14,00 канадських доларів на годину, яке набуло чинності в січні 2018 року, Tim Hortons став об'єктом суперечок. Підвищення мінімальної заробітної плати різко розкритикували Торгова палата Онтаріо, ресторани Канади та Канадська асоціація франчайзингу. Restaurant Brands International не допомогла франчайзинговим підприємцям компенсувати підвищення заробітної плати, відмовившись знизити вартість постачання, яку вони стягують з франчайзингових підприємців Tim Hortons, і не дозволивши підвищити ціни в меню, щоб скомпенсувати зростання зарплат (на відміну від McDonald's, Cara Foods та Starbucks, які дозволили підвищення цін в меню в Онтаріо аби впоратись зі зростанням зарплат). Франчайзингові підприємці Tim Hortons, багато з яких були власниками малих бізнесів і мали в середньому 35 співробітників (зростання зарплат коштувало підприємцям 7000 доларів на рік на одного працівника), відреагували, скорочуючи переваги для працівників, такі як оплачувані перерви та внески до медичних страховок. В одному випадку власники опублікували пам'ятку, в якій закликали працівників зв'язатися з прем'єр-міністром Онтаріо Кетлін Вінн і вказати, що вони «не будуть голосувати за лібералів на майбутніх виборах в Онтаріо в червні 2018 року». У відповідь Вінн сказала: «Я з радістю поговорю з будь-яким власником бізнесу про мінімальну заробітну плату, але стягувати її з працівників несправедливо і неприйнятно». У відповідь на скорочення виплат по всій Канаді пройшло близько 50 демонстрацій, у тому числі 38 в Онтаріо. Конфлікт щодо мінімальної заробітної плати вдарив по репутації мережі; зазвичай потрапляючи в топ-10 опитування Leger для 10 найкращих компаній або брендів Канади, Tim Hortons опустився з 4-го місця в 2017 році на 50-те в 2018 році.

### Забруднення пластиком
Названий одним із п'яти найбільших забрудників пластиком у Канаді у 2018 та 2019 роках; у 2019 році Tim Hortons склав близько 11 % від загальної кількості пластикових відходів зібраних Greenpeace Canada на річках та пляжах.
Наприкінці 2018 та на початку 2019 року Tim Hortons був предметом суперечок щодо використання ними пластикових склянок. Онлайн-петиція Change.org із проханням перейти від пластикових горняток до «альтернативи, яка повністю переробляється та компостується», набрала понад 171 000 підписів. Склянки не можна компостувати через пластикову підкладку, і їх часто дуже важко переробити. Станом на лютий 2019 року Tim Hortons не відповів на запити петиції. На початку 2020 року компанія роздала багаторазові чашки для своєї рекламної акції «Roll Up the Rim to Win», щоб виключити одноразовий пластик у своїх закладах. Зусилля було розкритиковане як «зелений камуфляж» через обмежене за часом просування.

### Лікарняні під час пандемії COVID-19
У березні 2020 року Tim Hortons розкритикували за те, що він не пропонував працівникам пільгову відпустку під час пандемії COVID-19 у Канаді.

### Порушення конфіденційності застосунком
1 червня 2022 року федеральний комісар з питань конфіденційності разом із офіційними особами Квебеку, Британської Колумбії та Альберти оголосив результати свого розслідування про те, що Tim Hortons порушив закони про конфіденційність, відстежуючи людей, які використовували його застосунок, збираючи дані про їхнє місцезнаходження сотні разів на день — навіть коли програма не використовувалася. Як компенсацію Tim Hortons запропонував відповідним користувачам застосунку безкоштовну каву та випічку.